# Das Supertalent
Das Supertalent ist die deutsche Version des Castingshow-Formats Got Talent. In jährlichen Staffeln suchte der Fernsehsender RTL von 2007 bis 2021 und von 2024 bis 2025 ein besonderes Talent. 2025 gab der Sender bekannt, dass das Format vorerst nicht weitergeführt wird. Es sei ein Problem, dass Videos solcher Auftritte jederzeit und überall über das Internet aufgerufen werden können.

Letzte Moderatoren
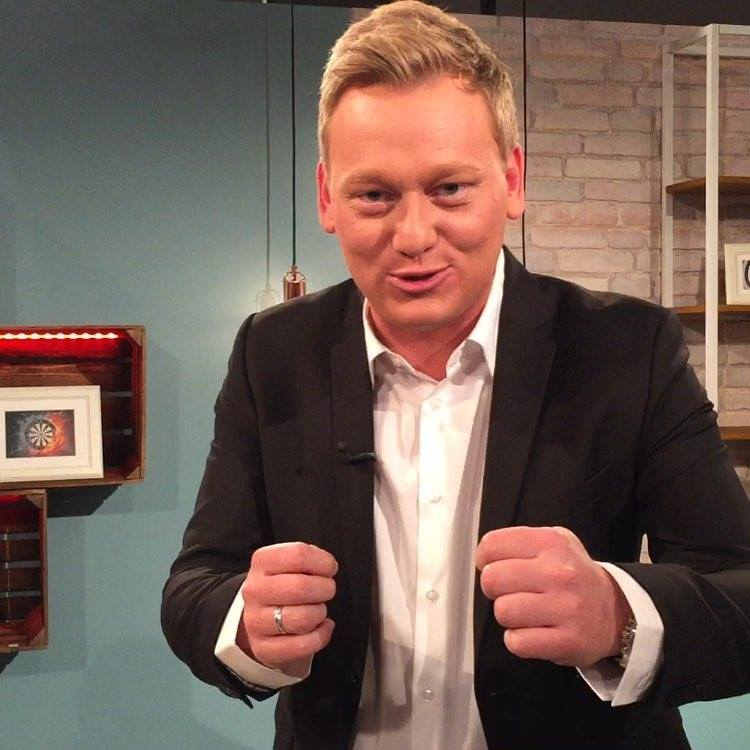
Jens „Knossi“ Knossalla
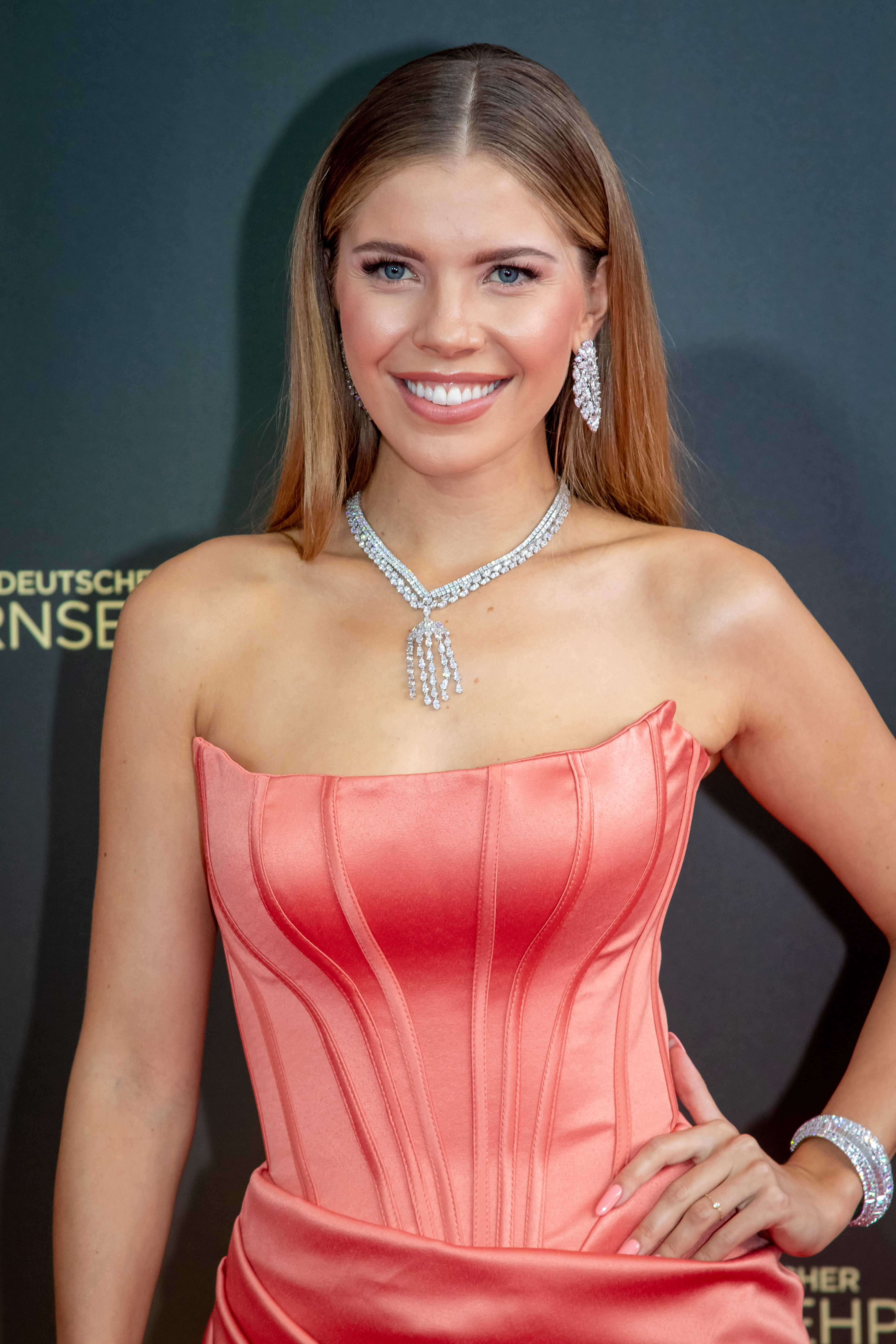
Victoria Swarovski

## Konzept und Ablauf
Die Teilnehmer präsentierten in Vorrunden ihre jeweilige Begabung in einem Bühnen- oder Freiluftauftritt. Eine Jury entschied, welche Bewerber weiterkamen und welche ausschieden. Dabei wurde die Entscheidung der einzelnen Jury-Mitglieder oft schon während des Auftrittes durch einen roten oder – von der siebten bis vierzehnten Staffel – grünen Buzzer dargestellt. Nach jeder Präsentation stimmte die Jury offiziell ab. Nur Kandidaten, die von der Mehrheit der Jury eine Ja-Stimme erhalten hatten, kamen weiter. In der sechsten und siebten Staffel war durch die Betätigung des „Goldenen Buzzers“ durch einen einzelnen Juror ein direkter Einzug in die Halbfinale möglich. Unter den möglichen Halbfinal-Teilnehmern traf die Jury die weitere Auswahl. In den Halbfinalshows bestimmten die Fernsehzuschauer per Televoting über den Finaleinzug. In der Regel nominierte in den Halbfinalsendungen auch die Jury Finalkandidaten. Von der achten bis zur vierzehnten Staffel gab es kein Halbfinale; ab Staffel 8 zog der Kandidat durch den Goldenen Buzzer direkt in das Finale ein. Dort entschied bis Staffel 15 ein Televoting über den Gewinner einer Siegprämie (bis zur 13. Staffel 100.000 Euro, danach 50.000), von Staffel 7 bis Staffel 10 gab es einen zusätzlichen Auftritt in Las Vegas. Die Abstimmung konnte per Telefon, per SMS oder über das Internet erfolgen. Mit dem Neubeginn mit Staffel 16 – wieder ohne Halbfinale – stimmte das Saalpublikum über den Sieger ab, in den Vorrunden durfte es bei Gleichstand der Jurystimmen durch Applaudieren oder Rufen über das Weiterkommen eines Kandidaten entscheiden.
In Staffel 11 wurde vor dem Finale wieder eine Auswahlshow angesetzt, in der allerdings nur die Juroren entweder einzeln per Goldenem Buzzer oder per gemeinsamer Beratung die fehlenden Finalkandidaten bestimmten. In Staffel 15 wählte eine wechselnde Jury am Ende jeder Vorrundenshow aus den Kandidaten, die mindestens drei der vier Ja-Stimmen erhalten hatten, die Halbfinalisten aus.

## Staffelgewinner
Zehnmal gewann eine Gesangsdarbietung, viermal eine Hundedressur-Aufführung, zweimal ein Spiel auf einem Musikinstrument, einmal siegte ein Illusionist.
| Staffel | Sieger (Name, Alter)                | Talent                                      | Jahr | Folgen |
| ------- | ----------------------------------- | ------------------------------------------- | ---- | ------ |
| 1       | Ricardo Marinello (18)              | Operngesang (Tenor)                         | 2007 | 03     |
| 2       | Michael Hirte (44)                  | Mundharmonika                               | 2008 | 07     |
| 3       | Yvo Antoni (30) & PrimaDonna (3)    | Hundedressur                                | 2009 | 11     |
| 4       | Freddy Sahin-Scholl (56)            | Klassischer Gesang                          | 2010 | 15     |
| 5       | Leo Rojas (27)                      | Panflöte                                    | 2011 | 16     |
| 6       | Jean-Michel Aweh (20)               | Klavier und Gesang                          | 2012 | 14     |
| 7       | Lukas Pratschker (17) & Falco (4)   | Hundedressur                                | 2013 | 12     |
| 8       | Marcel Kaupp (26)                   | Gesang und Travestie                        | 2014 | 13     |
| 9       | Jay Oh (29)                         | Gesang                                      | 2015 | 14     |
| 10      | Angel Flukes (28)                   | Gesang                                      | 2016 | 14     |
| 11      | Alexa Lauenburger (10) & acht Hunde | Hundedressur                                | 2017 | 14     |
| 12      | Stevie Starr (56)                   | Regurgitations-Illusion                     | 2018 | 14     |
| 13      | Christian Stoinev (27) & Percy (7)  | Handstand-Akrobatik und Hundedressur        | 2019 | 14     |
| 14      | Nick Ferretti (30)                  | Gesang                                      | 2020 | 11     |
| 15      | Elena Turcan (10)                   | Operngesang und Klassischer Gesang (Sopran) | 2021 | 10     |
| 16      | Alexander Doghmani (17)             | Operngesang (Tenor, Countertenor)           | 2024 | 04     |
| 17      | Jayden Swingewood (17)              | Pop-Gesang                                  | 2025 | 04     |

## Mitwirkende

### Jury
Die Jury der ersten Staffel bestand aus Dieter Bohlen, Ruth Moschner und André Sarrasani. Die letztgenannten wurden in der zweiten Staffel durch Sylvie van der Vaart und Bruce Darnell ersetzt. Nach drei Staffeln mit dieser Jury wurde Darnell in der fünften Staffel auf eigenen Wunsch hin durch Motsi Mabuse ausgetauscht. In der sechsten Staffel saßen Michelle Hunziker und Thomas Gottschalk, die zuvor beide die Moderation von Wetten, dass ..? abgegeben hatten, neben Bohlen. In der siebten Staffel kehrte Darnell anstelle Gottschalks zurück. Den Platz der schwangeren Hunziker nahm Lena Gercke ein. Als neuer vierter Juror fungierte Guido Maria Kretschmer. Diese Jury blieb in der achten Staffel unverändert. In den folgenden fünf Staffeln fungierten erneut nur drei Juroren. In der neunten Staffel übernahm Inka Bause den Platz zwischen Bohlen und Darnell, gefolgt von Victoria Swarovski in der zehnten und Nazan Eckes in der elften Staffel. Nach einer sechsjährigen Pause erschien Sylvie Meis in der zwölften Staffel erneut als Jurorin, ein Jahr später Sarah Lombardi. Am 18. Juni 2020 wurde bekannt gegeben, dass in der 14. Staffel Evelyn Burdecki und Chris Tall in der nach 2014 wieder vierköpfigen Jury sitzen.
2021 waren Dieter Bohlen und Bruce Darnell nicht mehr in der Jury vertreten. Als neue Jury wurden Lukas Podolski, Chantal Janzen und Michael Michalsky angekündigt. Am 25. August 2021 wurde bekannt, dass Janzen und Podolski positiv auf Corona getestet wurden und anfangs durch Riccardo Simonetti, Motsi Mabuse und die Ehrlich Brothers vertreten werden. Ende August wurde bekannt gegeben, dass statt Podolski die Ehrlich Brothers feste Jurymitglieder werden. In den drei Liveshows war es Podolski wieder möglich, als Juror zu fungieren. Als Gastjuroren fungierten außerdem Andrea Kiewel, Yvonne Catterfeld, Kaya Yanar, Sophia Thomalla und Thomas Gottschalk. Am 18. August 2023 wurde bekannt, dass im Frühjahr 2024 Dieter Bohlen und Bruce Darnell ans Jurypult zurückkehren und neben ihnen Anna Ermakova und Ekaterina Leonova sitzen werden. Am 24. Mai 2024 wurde bekannt, dass Bohlen, Darnell und Leonova erneut in der Jury sitzen werden und Unterstützung von Tony Bauer bekommen, welcher Ermakova ersetzt.

### Moderation
Die 1. Staffel wurde von Marco Schreyl moderiert. In der 2. Staffel wurde Daniel Hartwich Co-Moderator. Zusammen moderierten sie drei weitere Staffeln. Von der 6. bis zur 13. Staffel moderierte Hartwich allein. In der 14. Staffel kam Victoria Swarovski als Co-Moderatorin dazu. Im Juni 2021 gab RTL bekannt, dass Hartwich und Swarovski nicht als Moderatoren der 15. Staffel zurückkehren werden. Stattdessen moderierten Chris Tall und Lola Weippert. Am 7. Dezember 2023 wurden Victoria Swarovski und Jens Knossalla als Moderatoren der 16. Staffel bestätigt.
| Staffel | Jury              | Jury               | Jury               | Jury              | Moderation             | Moderation         |
| ------- | ----------------- | ------------------ | ------------------ | ----------------- | ---------------------- | ------------------ |
| 1       | Dieter Bohlen     | Ruth Moschner      | André Sarrasani    |                   | Marco Schreyl          |                    |
| 2       | Dieter Bohlen     | Sylvie Meis        | Bruce Darnell      | Daniel Hartwich   | Marco Schreyl          |                    |
| 3       | Dieter Bohlen     | Sylvie Meis        | Bruce Darnell      | Daniel Hartwich   | Marco Schreyl          |                    |
| 4       | Dieter Bohlen     | Sylvie Meis        | Bruce Darnell      | Daniel Hartwich   | Marco Schreyl          |                    |
| 5       | Dieter Bohlen     | Sylvie Meis        | Motsi Mabuse1      | Daniel Hartwich   | Marco Schreyl          |                    |
| 6       | Dieter Bohlen     | Michelle Hunziker  | Thomas Gottschalk1 | Daniel Hartwich   |                        |                    |
| 7       | Dieter Bohlen     | Lena Gercke        | Bruce Darnell      | Daniel Hartwich   | Guido Maria Kretschmer |                    |
| 8       | Dieter Bohlen     | Lena Gercke        | Bruce Darnell      | Daniel Hartwich   | Guido Maria Kretschmer |                    |
| 9       | Dieter Bohlen     | Inka Bause         | Bruce Darnell      | Daniel Hartwich   |                        |                    |
| 10      | Dieter Bohlen     | Victoria Swarovski | Bruce Darnell      | Daniel Hartwich   |                        |                    |
| 11      | Dieter Bohlen     | Nazan Eckes        | Bruce Darnell      | Daniel Hartwich   |                        |                    |
| 12      | Dieter Bohlen     | Sylvie Meis        | Bruce Darnell      | Daniel Hartwich   |                        |                    |
| 13      | Dieter Bohlen     | Sarah Engels       | Bruce Darnell      | Daniel Hartwich   |                        |                    |
| 14      | Dieter Bohlen     | Evelyn Burdecki    | Bruce Darnell      | Daniel Hartwich   | Chris Tall             | Victoria Swarovski |
| 15      | Michael Michalsky | Lukas Podolski2    | Chantal Janzen3    | Ehrlich Brothers4 | Lola Weippert          | Chris Tall         |
| 16      | Dieter Bohlen     | Ekaterina Leonova  | Bruce Darnell      | Anna Ermakova     | Victoria Swarovski     | Jens Knossalla     |
| 17      | Dieter Bohlen     | Ekaterina Leonova  | Bruce Darnell      | Tony Bauer        | Victoria Swarovski     | Jens Knossalla     |

1 Motsi Mabuse und Thomas Gottschalk fungierten außerdem in Staffel 15 als Gastjuroren.
2 Lukas Podolski konnte aus Krankheitsgründen nur in Folge 6 sowie in den beiden Halbfinals und dem Finale teilnehmen und wurde in den anderen Folgen von Gastjuroren vertreten: Motsi Mabuse (Folge 1 und 2), Andrea Kiewel (3), Yvonne Catterfeld (4), Kaya Yanar (5) und Sophia Thomalla (7). 
3 Chantal Janzen musste aus Krankheitsgründen in Folge 1 von Riccardo Simonetti vertreten werden.
4 Die Ehrlich Brothers wurden aus Zeitgründen in Folge 6 von Riccardo Simonetti und im zweiten Halbfinale von Thomas Gottschalk vertreten.

## Staffeln

### 1. Staffel
Die Castings fanden in Köln, Hamburg, Oldenburg und München statt. Es bewarben sich etwa 5000 Menschen für die dreiteilige Show. Die Talente traten in den ersten beiden Sendungen am 20. und 27. Oktober 2007 auf der Bühne des Schillertheaters in Berlin auf.
Die Jury – bestehend aus Dieter Bohlen, Ruth Moschner und André Sarrasani – beurteilte die Leistungen. Die erste Staffel umfasste lediglich drei Folgen: zwei Vorausscheidungen sowie eine Finalsendung. Sie konnte Kandidaten bereits während des Auftritts herauswählen, indem jedes der drei Jurymitglieder auf einen roten Summer drückte und somit sein Veto einlegte. Um eine Runde weiterzukommen, benötigte jeder Teilnehmer mindestens zwei positive Stimmen aus der Jury. Die Show hatte bis zu 6,72 Millionen Zuschauer. In der Finalsendung am 3. November 2007 wählten die Zuschauer per Televoting das „Supertalent“: Der Sänger Ricardo Marinello erhielt 100.000 Euro.
| Name(n) (Alter)                                | Talent              | Televoting-Ergebnis |
| ---------------------------------------------- | ------------------- | ------------------- |
| Ricardo Marinello (18)                         | Operngesang (Tenor) | 40,41 %             |
| Tilly Horn (11)                                | Pop-Gesang          | 22,90 %             |
| Robert Wolf (18)                               | Beatboxing          | 08,07 %             |
| Gino Badagliacca (67)                          | Operngesang         | 07,98 %             |
| Tobias Krieger (6)                             | Trompete            | 06,49 %             |
| Philipp Fedan (15)                             | Tanz                | 05,33 %             |
| Daniel Carr (45)                               | Gesang              | 03,01 %             |
| Udo Uhse-Thews (11)                            | Gesang              | 02,46 %             |
| Rabiniak-Schwestern (Claudia, Sarah und Magda) | Pop-Gesang          | 01,58 %             |
| Renate Recknagel und Roswitha Wahl (61 und 69) | Turnen              | 01,22 %             |

Bereits kurz nach dem Ende der ersten Staffel wurde eine Fortsetzung angekündigt.

### 2. Staffel

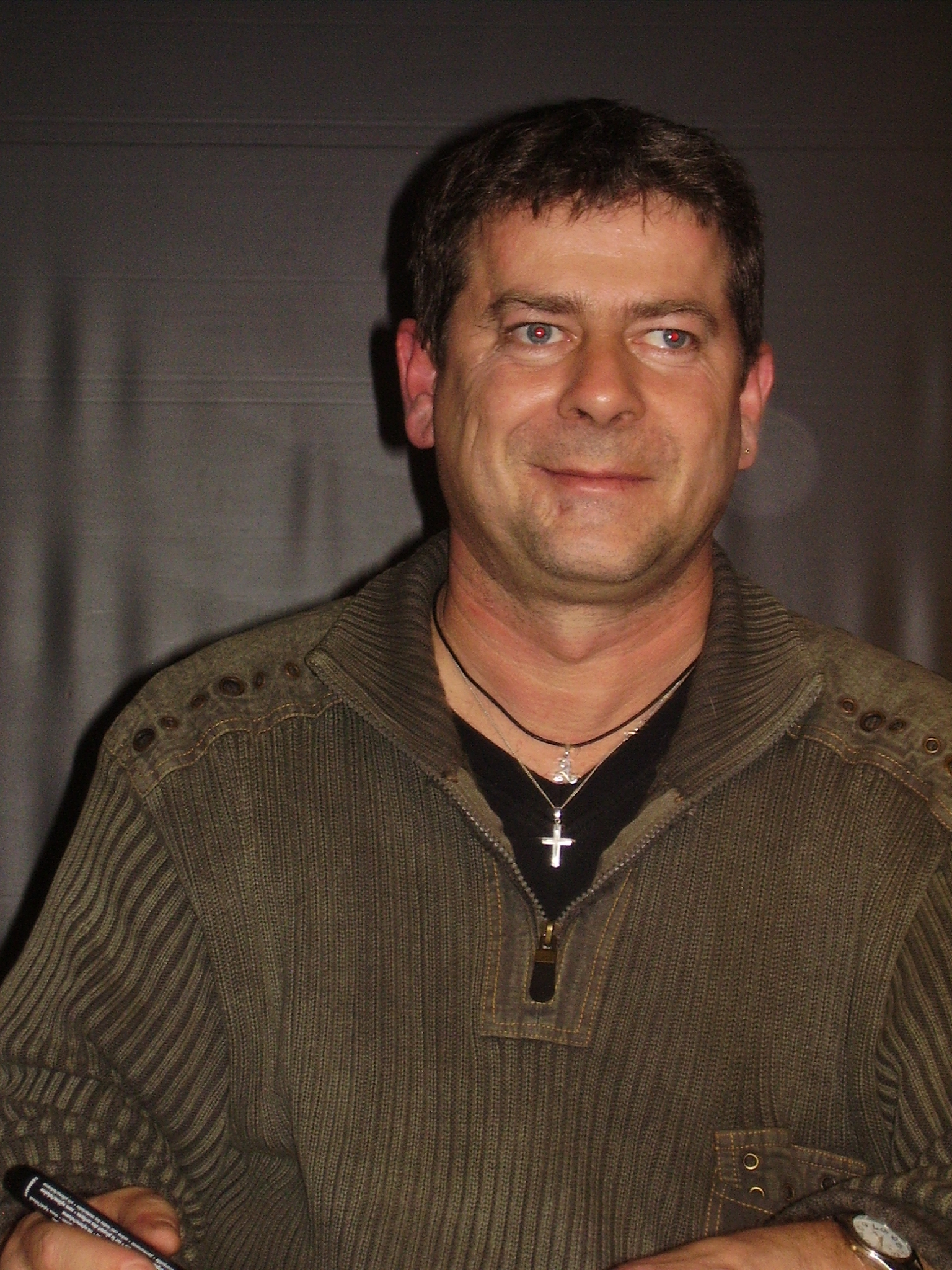
Michael Hirte, Sieger der zweiten Staffel

Im Herbst 2008 lief die zweite Staffel der Castingshow. Aufgrund der guten Quoten aus dem Vorjahr wurde die Anzahl der Sendungen auf sieben erhöht: eine einstündige Castingsendung sowie drei weitere Castingsendungen und drei Live-Shows von jeweils zwei Stunden. Die Jury bestand diesmal aus Dieter Bohlen, Laufstegtrainer Bruce Darnell und Moderatorin Sylvie van der Vaart. Die Moderation übernahmen Marco Schreyl und Daniel Hartwich.
Die erste Sendung wurde am 18. Oktober 2008 ausgestrahlt. Die beiden Halbfinalshows wurden am 15. und 22. November 2008 live übertragen. Am 29. November 2008 fand die Finalshow mit je fünf weitergewählten Kandidaten aus den beiden Halbfinalshows statt. Der Mundharmonika-Spieler Michael Hirte wurde mit 72,62 Prozent der Zuschauerstimmen zum „Supertalent“ gewählt und gewann 100.000 Euro. Nach dem Finale wurde noch eine Sendung mit zuvor ungesendeten Casting-Szenen gezeigt, in der auch der Finalsieger Michael Hirte über die ersten Tage nach seinem Gewinn berichtete. Sein am 5. Dezember 2008 erschienenes Album Der Mann mit der Mundharmonika erreichte am 19. Dezember 2008 Platz eins der deutschen Charts, wenig später auch in Österreich und der Schweiz.
| Name(n) (Alter)                            | Talent                                      |
| ------------------------------------------ | ------------------------------------------- |
| Kelvin Kalvus (40)                         | Kontaktjonglage                             |
| Lucas Wecker (12)                          | Geige                                       |
| Vanessa Krasniqi (14)                      | Pop-Gesang                                  |
| Michael Hirte (44)                         | Mundharmonika                               |
| Duri Krasniqi (13)                         | Pop-Gesang                                  |
| Felice Aguilar (17) und Chris Myland (18)  | Tanz                                        |
| Carolina (17) und Amanda Lopez-Moreno (11) | Pop-Gesang                                  |
| Chris Böhm (25)                            | BMX                                         |
| Giuseppe Ruisi (30)                        | Gesang und Tanz (Michael-Jackson-Imitation) |
| Hans Will (73) und Rüdiger Sommer (62)     | Turnen                                      |
| Terror Bunch                               | Breakdance                                  |
| Zlata Günthel (24)                         | Kontorsion                                  |

| Name(n) (Alter)                  | Talent                            |
| -------------------------------- | --------------------------------- |
| Yosefin Buohler (13)             | Pop-Gesang                        |
| Marcel Pietruch (10)             | Hip-Hop-Tanz                      |
| Christoph Haese (21)             | Trapez                            |
| Shinouda Ayad (31)               | Derwisch-Tanz                     |
| Carlos Fassanelli (44)           | (Italo-)Pop-Gesang                |
| Sophie Voskanian (7)             | (Party-)Gesang                    |
| Allgäupower (zwischen 35 und 42) | Gesang und Perkussion             |
| Dennis Chmelensky (13)           | Klassischer Gesang (Knabensopran) |
| Lena Fink (11)                   | Pop-Gesang                        |
| Paula Hessel-Sousa (21)          | Samba-Tanz                        |
| Amplify (zwischen 18 und 22)     | Punk-Rock-Musik                   |
| Anthony Bauer (36)               | Pop-Gesang                        |

| Von den Zuschauern weitergewählt |
| Von der Jury weitergewählt       |
| Ausgeschieden                    |

| Name              | Geburtsdatum und -ort                                           | Talent             | Televoting-Ergebnis |
| ----------------- | --------------------------------------------------------------- | ------------------ | ------------------- |
| Michael Hirte     | 10. Oktober 1964 in Spremberg                                   | Mundharmonika      | 72,62 %             |
| Kelvin Kalvus     | 19. Mai 1968 in Erfurt                                          | Kontaktjonglage    | 05,47 %             |
| Marcel Pietruch   | 26. März 1998 in Bremerhaven                                    | Hip-Hop-Tanz       | 04,96 %             |
| Vanessa Krasniqi  | 22. Juni 1994 in Iserlohn                                       | Pop-Gesang         | 04,94 %             |
| Yosefin Buohler   | 6. Juni 1995 in Köln                                            | Pop-Gesang         | 04,77 %             |
| Christoph Haese   | 1. Oktober 1987 in Kaufbeuren                                   | Trapez             | 01,85 %             |
| Shinouda Ayad     | 1. Oktober 1976 in Luxor wohnhaft in Kiel                       | Derwisch-Tanz      | 01,66 %             |
| Lucas Wecker      | 8. Mai 1996 in Lübeck                                           | Geige              | 01,41 %             |
| Carlos Fassanelli | 27. März 1964 in Buenos Aires wohnhaft in Bayreuth              | (Italo-)Pop-Gesang | 01,30 %             |
| Duri Krasniqi     | 3. März 1996 in Peć wohnhaft in Spittal an der Drau, Österreich | Pop-Gesang         | 01,02 %             |

### 3. Staffel

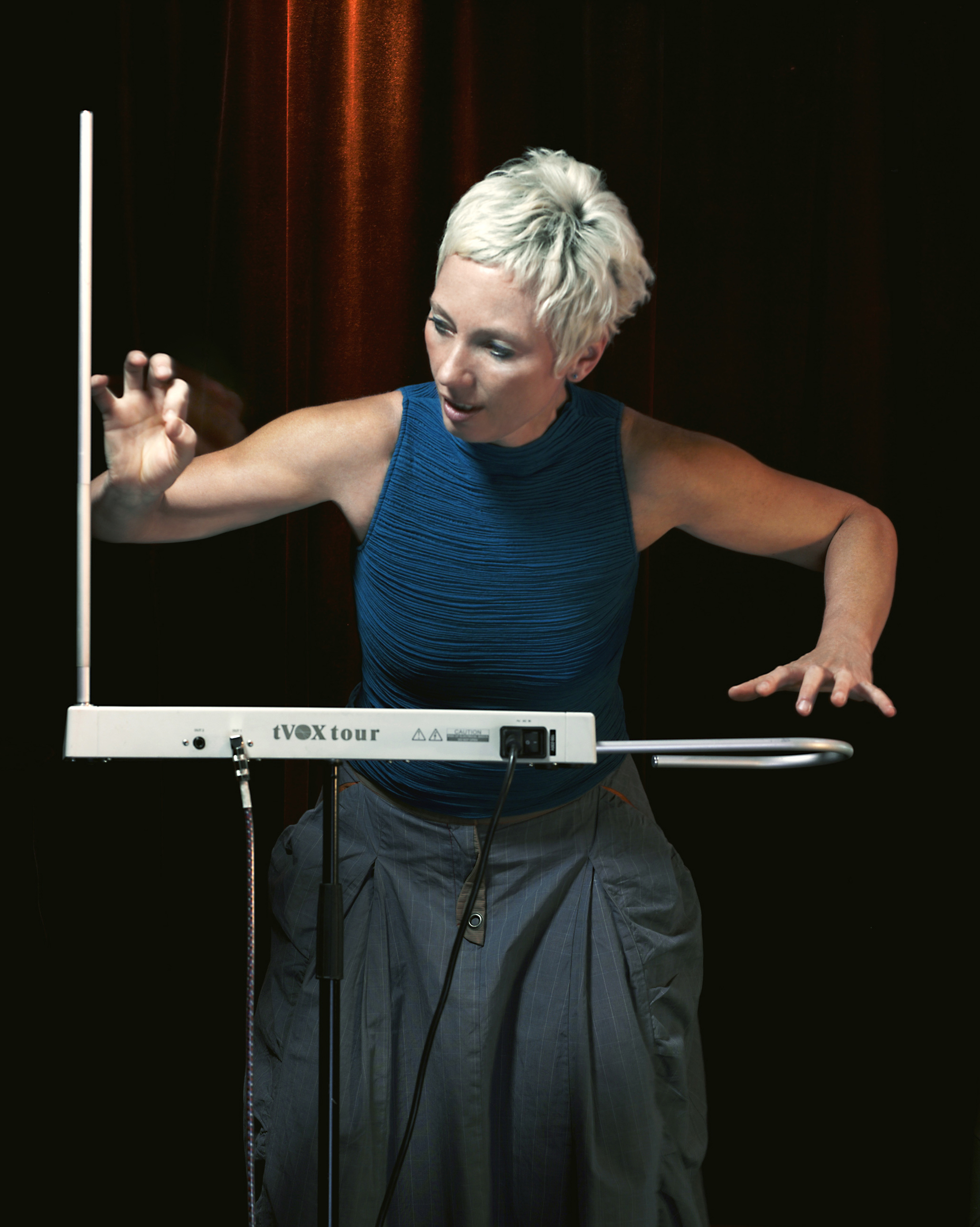
Barbara Buchholz, Neunte im dritten Halbfinale, am Theremin

Am Freitag, dem 16. Oktober 2009 wurde die erste Folge der dritten Staffel gesendet. Die weiteren Folgen wurden vom 17. Oktober 2009 bis 19. Dezember 2009 jeweils samstags ausgestrahlt. Aufgrund der hohen Einschaltquoten bei der zweiten Staffel erhöhte der Fernsehsender RTL die Anzahl der Casting-Folgen von vier auf sieben und ließ statt zwei nunmehr drei Halbfinalshows folgen. Die Jury bestand wiederum aus Dieter Bohlen, Bruce Darnell und Sylvie van der Vaart. Moderiert wurde die Staffel erneut von Marco Schreyl und Daniel Hartwich.

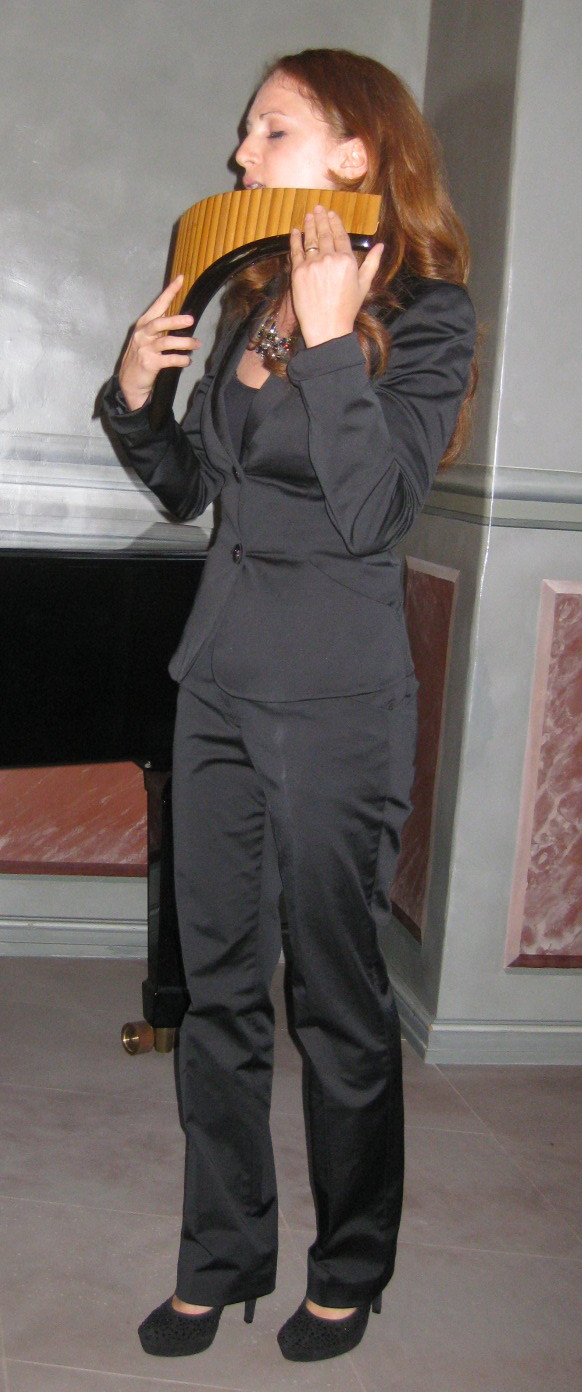
Den dritten Platz im Finale belegte Petruța Küpper (2010)

Während der Vorrunde fiel ein Schweizer Mädchen namens Julia Maria Sakar auf. Mit einem Song von Leona Lewis begeisterte sie Publikum und Jury. Sie wurde bereits als Favoritin gehandelt, jedoch wurde sie in der entscheidenden Sendung nicht von der Jury weitergewählt und nicht mehr erwähnt. Bei vielen Zuschauern sorgte dies für Entrüstung. RTL verteidigte sich auf Anfrage folgendermaßen: „Wenn Kinder ins Halbfinale kommen, dann nur Deutsche.“ Diese Erklärung ließ Fragen offen, da die Jury zwei Mädchen aus Österreich in die Halbfinalshows wählte.
Von den 30 Halbfinalisten traten jeweils zehn in jeder der drei Halbfinalsendungen auf. Das Fernsehpublikum wählte jeweils drei Teilnehmer direkt ins Finale. Es war geplant, dass die Jury am Ende der dritten Halbfinalshow den zehnten Finalisten aus den restlichen 21 Kandidaten auswählt. Da sich die Jury jedoch nicht auf einen einzigen Bewerber einigen konnte, wählte jedes der drei Jurymitglieder einen eigenen Favoriten weiter, sodass es ein Finale mit zwölf Teilnehmern gab.
Sieger der dritten Staffel wurde Yvo Antoni, der mit seiner Hündin PrimaDonna eine Hundedressur präsentierte. Die zweitplatzierte, Sängerin Vanessa Calcagno, und die drittplatzierte, Panflötistin Petruța Küpper, veröffentlichten nach der Finalshow Musikalben.
Vom 26. Januar bis zum 7. Februar 2010 traten die zwölf Finalisten gemeinsam in zwölf deutschen Städten auf.
| Name(n)                                        | Talent                  | Televoting-Ergebnis |
| ---------------------------------------------- | ----------------------- | ------------------- |
| Vanessa Calcagno                               | Operngesang (Sopran)    | 21,1 %              |
| Davy Kaufmann                                  | Pop-/Rock-Gesang        | 18,9 %              |
| Yvo Antoni & PrimaDonna (Jack Russell Terrier) | Hundedressur            | 13,2 %              |
| Joel Gläfke                                    | Hip-Hop-Tanz            | 13,0 %              |
| Charlin Sperlich                               | Pop-Gesang              | 07,9 %              |
| Valentin Urse                                  | Artistik („Wurli-Wurm“) | 06,8 %              |
| Johan Wellton                                  | Ball-Jonglage           | 06,4 %              |
| Ashley Maria Zimmermann                        | Pop-Gesang              | 04,9 %              |
| Natalia Macauley                               | Wasser-Akrobatik        | 04,7 %              |
| Mr. Methane                                    | Kunstfurzen             | 03,1 %              |

| Name(n) | Talent                   | Televoting-Ergebnis |
| --- | ------------------------ | ------------------- |
| Petruța Küpper | Panflöte                 | 24,4 %              |
| Oliver Roemer | Pop-Gesang               | 21,6 %              |
| Richard Istel 1 | Pop-Gesang               | 12,7 %              |
| Tamina Geuting | Pop-Gesang               | 10,4 %              |
| Ethan Jerome Coleman | Hip-Hop-Tanz             | 10,0 %              |
| Sven und Sebastian | Trapez und Taiko         | 06,2 %              |
| Sarah Sacher und Claudia Ritt | Pop-Gesang und E-Gitarre | 04,8 %              |
| Roma und Sven | Rollschuh-Akrobatik      | 04,4 %              |
| Vicky Lewis-Thumm | Serpentintanz            | 02,8 %              |
| Die Kantonputen | männlicher Stripptanz    | 02,7 %              |
| 1 Als Nachrücker für den Akrobaten Dima Shine aufgetreten. Dieser zog sich aus der Sendung zurück, weil er in das Programm des Cirque du Soleil aufgenommen wurde. |                          |                     |

| Name(n)                                | Talent                                 | Televoting-Ergebnis |
| -------------------------------------- | -------------------------------------- | ------------------- |
| Fabienne Bender                        | Pop-Gesang und Keyboard                | 22,0 %              |
| Carlotta Truman                        | Pop-Gesang                             | 21,3 %              |
| Karin Andreev                          | Operngesang (Sopran)                   | 13,5 %              |
| Saraph (Hannes Schwarz)                | Feuershow                              | 12,2 %              |
| United Four                            | Rock-Musik                             | 09,9 %              |
| Raphael und Sébastien                  | Breakdance                             | 08,7 %              |
| Khosbayar Dangaa und Tsolmon Enkhbayar | Kehlkopfgesang                         | 04,1 %              |
| Maria Cassius                          | Rock-Gesang                            | 03,8 %              |
| Barbara Buchholz                       | Theremin                               | 03,3 %              |
| Recyklang                              | Musik mit selbst gebauten Instrumenten | 01,2 %              |

| Von den Zuschauern weitergewählt        |
| Von der Jury weitergewählt              |
| :Von Dieter Bohlen weitergewählt        |
| :Von Sylvie van der Vaart weitergewählt |
| :Von Bruce Darnell weitergewählt        |
| Ausgeschieden                           |

| Name (Alter)                                   | Geburtsdatum und -ort                | Talent                  | Televoting-Ergebnis |
| ---------------------------------------------- | ------------------------------------ | ----------------------- | ------------------- |
| Yvo Antoni & PrimaDonna (Jack Russell Terrier) | 2. August 1979 in Köln; 13. Mai 2006 | Hundedressur            | 13,50 %             |
| Vanessa Calcagno                               | 16. Oktober 1985 in Saarbrücken      | Operngesang             | 13,40 %             |
| Petruța Küpper                                 | 11. Mai 1981 in Sibiu                | Panflöte                | 11,50 %             |
| Davy Kaufmann                                  | 31. Juli 1969 in München             | Pop-/Rock-Gesang        | 10,80 %             |
| Richard Istel                                  | 5. August 1999 in Leipzig            | Pop-Gesang              | 09,80 %             |
| Fabienne Bender                                | 1996 in Malsch                       | Pop-Gesang und Keyboard | 09,30 %             |
| Oliver Roemer                                  | 10. Januar 1968 in Bremen            | Pop-Gesang              | 08,10 %             |
| Karin Andreev                                  | 1989 in Gardelegen                   | Operngesang             | 07,30 %             |
| Saraph (Hannes Schwarz)                        | 1984 in Triberg                      | Feuershow               | 05,40 %             |
| Tamina Geuting                                 | 4. September 1997 in Bocholt         | Pop-Gesang              | 05,00 %             |
| Carlotta Truman                                | 19. Oktober 1999 in Garbsen          | Pop-Gesang              | 04,60 %             |
| Sven und Sebastian                             |                                      | Trapez und Taiko        | 01,30 %             |

### 4. Staffel
Die Castings für die vierte Staffel begannen am 16. Mai 2010 in Frankfurt am Main. Weitere Stationen waren Stuttgart, Nürnberg, München, Hamburg, Hannover, Leipzig, Berlin, Bochum und schließlich am 20. Juni 2010 Köln. Mit 40.700 Kandidaten wurde ein neuer Bewerberrekord aufgestellt.
Die Ausstrahlung der vierten Staffel begann am 24. September 2010. Weder in der Jury noch im Moderatoren-Duo gab es personelle Änderungen gegenüber dem Vorjahr. Die Anzahl der Folgen wurde auf 15 erhöht; statt drei gab es nunmehr vier als Halbfinale bezeichnete Shows mit jeweils zehn Kandidaten. Das Fernsehpublikum wählte in jeder dieser vier Sendungen zwei Teilnehmer direkt ins Finale. Jeweils einen weiteren Finalisten wählte die Jury aus, sodass wie im Vorjahr ein Finale mit zwölf Teilnehmern stattfand.
Sieger der vierten Staffel wurde mit 22,84 Prozent aller Zuschauerstimmen der Sänger Freddy Sahin-Scholl.
| Name (Alter)          | Talent                           |
| --------------------- | -------------------------------- |
| Andrea Renzullo (14)  | Pop-Gesang                       |
| Natalya Netselja (25) | Sandanimation                    |
| Daniele Domizio (8)   | Tanz (Michael-Jackson-Imitation) |
| Tobias Diesner (31)   | Luftballonkunst                  |
| Tanja Grünewald (38)  | Pop-Gesang                       |
| Robert Maaser (20)    | Cyr-wheel-Akrobatik              |
| Emilia Arata (20)     | Luftkugel-Akrobatik              |
| Harry Keaton (41)     | Illusionistik                    |
| Kurt Späth (40)       | Akrobatik                        |
| Martin Bolze (53)     | Hypnose                          |

| Name (Alter)                  | Talent                                                          |
| ----------------------------- | --------------------------------------------------------------- |
| Freddy Sahin-Scholl (56)      | Klassischer Gesang in zwei Stimmlagen (Bariton und Mezzosopran) |
| Tobias Kramer (27)            | Tanz                                                            |
| Ramona Fottner (15)           | Pop-Gesang                                                      |
| Yevgeniya Stöcklin (28)       | Poledance                                                       |
| Ryan Lam (37)                 | Samurai-Kampfkunst                                              |
| Korea Lee (29)                | Violine                                                         |
| Laura Rieger (9)              | Pop-Gesang                                                      |
| Busty Heart (Susan Sykes, 49) | Bruchtest mit der Brust                                         |
| Pellegrini Brothers           | Partnerakrobatik                                                |
| Dickson Oppong (43)           | Wasserspucken                                                   |

| Name(n) (Alter)                                         | Talent                                         |
| ------------------------------------------------------- | ---------------------------------------------- |
| Bubble Beatz (Kay Rauber (31), Christian Gschwend (30)) | Trash-Percussion                               |
| Michael Holderbusch (31)                                | Rock-/Blues- und Folk-Gesang                   |
| Stevie Starr (47)                                       | Zauberei (nach eigenem Bekunden Regurgitation) |
| Kai Leclerc (41)                                        | Kopfüber-Artistik                              |
| Manuela Wirth (43)                                      | Pop-Gesang                                     |
| Josefine Becker (15)                                    | Operngesang (Sopran)                           |
| Anthony Wandruschka (41)                                | Trapez-Artistik                                |
| Michael Hemmersbach (27)                                | Pop-Gesang und Gitarre                         |
| Marc Eggers (24)                                        | Breakdance                                     |
| Liz Schneider (30)                                      | Cello                                          |

| Name(n) (Alter)                   | Talent                    |
| --------------------------------- | ------------------------- |
| Thomas Lohse (26)                 | Klavier                   |
| Darko Kordic (35)                 | R&B-Gesang                |
| Ruddy Estevez (39)                | Operngesang (Tenor)       |
| Peter Wehrmann (31)               | Beatboxing                |
| Dancefloor Destruction Crew (DDC) | Breakdance                |
| Nilson und Zito Mufume (21, 12)   | Tanz                      |
| Die Goldies                       | Rock-Gesang (Chor)        |
| Timothy Patch (61)                | Nacktmalen                |
| Sonja Pesie (15)                  | Soul/R&B- und Jazz-Gesang |
| Petr und Antonin                  | Glasharfe und Gitarre     |

| Von den Zuschauern weitergewählt |
| Von der Jury weitergewählt       |
| Ausgeschieden                    |

| Name(n)                                       | Geburtsdatum und -ort                             | Talent                                                          | Televoting-Ergebnis |
| --------------------------------------------- | ------------------------------------------------- | --------------------------------------------------------------- | ------------------- |
| Freddy Sahin-Scholl                           | 21. Dezember 1953 in Heilbronn                    | Klassischer Gesang in zwei Stimmlagen (Bariton und Mezzosopran) | 22,84 %             |
| Michael Holderbusch                           | 18. Oktober 1979 in Baunatal († 15. Februar 2025) | Rock-/Blues- und Folk-Gesang                                    | 15,69 %             |
| Tobias Kramer                                 |                                                   | Tanz                                                            | 10,30 %             |
| Andrea Renzullo                               | 2. März 1996 in Neheim-Hüsten                     | Pop-Gesang                                                      | 09,65 %             |
| Ramona Fottner                                | 15. Juli 1995 in München                          | Pop-Gesang                                                      | 07,91 %             |
| Natalya Netselya                              | 6. April 1985 in Minsk                            | Sandmalerei                                                     | 06,26 %             |
| Stevie Starr                                  |                                                   | Zauberei (nach eigenem Bekunden Regurgitation)                  | 05,82 %             |
| Darko Kordic                                  | 25. November 1975 in Gospić                       | R&B-Gesang                                                      | 05,76 %             |
| Thomas Lohse                                  |                                                   | Klavier                                                         | 05,75 %             |
| Bubble Beatz (Kay Rauber, Christian Gschwend) |                                                   | Trash-Percussion                                                | 05,20 %             |
| Daniele Domizio                               |                                                   | Tanz (Michael-Jackson-Imitation)                                | 03,48 %             |
| Ruddy Estevez                                 |                                                   | Operngesang (Tenor)                                             | 01,34 %             |

### 5. Staffel
Die Castings der fünften Staffel begannen am 1. Mai 2011 in Hamburg. Weitere Stationen waren Dresden, Essen, Mainz, Wiesbaden, München, Berlin, Erfurt, Karlsruhe, Wien und Köln. In der Jury saßen Dieter Bohlen, Sylvie van der Vaart und Motsi Mabuse. Die Moderation übernahmen wieder Daniel Hartwich und Marco Schreyl. Wie auch die Jahre zuvor zeigte Fernsehmoderatorin Nina Moghaddam den Zuschauern der Sendung, was hinter den Kulissen der Show vor sich geht. Die Ausstrahlung der fünften Staffel begann am 16. September 2011. Nach RTLs eigenem Reglement darf ein früherer Finalteilnehmer nicht erneut an der Sendung teilnehmen. Doch RTL setzte diese Regel außer Kraft, indem es den Vorjahresfinalisten Stevie Starr erneut als Teilnehmer zuließ.
Der Panflötenspieler Leo Rojas wurde Gewinner von Supertalent 2011 und 100.000 Euro.
| Name(n) (Alter)                                                             | Talent                                |
| --------------------------------------------------------------------------- | ------------------------------------- |
| Desire Capaldo (26)                                                         | Operngesang (Sopran)                  |
| Ricky Kam (6)                                                               | Piano                                 |
| Julian Pecher (20)                                                          | Pop-Gesang                            |
| Sven Müller (34)                                                            | Pop-Gesang                            |
| Dergin Tokmak (37)                                                          | Tanzakrobatik auf Krücken             |
| Cihan Karaca (14)                                                           | Pop-Gesang                            |
| Garry Turner (42)                                                           | Dehnbare Haut (Ehlers-Danlos-Syndrom) |
| Constantin Bellu (33)                                                       | Comedyakrobatik                       |
| True Fame (Kevin Duffen (20), Pierre Mettbach (21), Ali Zalem El-Zein (21)) | Hip-Hop-/Jazz-/Ballett-Tanz           |
| Die Mobilés                                                                 | Schattentheater                       |
| Kai Eikermann (48)                                                          | Comedy-Popping                        |
| Daniel Wurtzel (48)                                                         | Luftinstallationen                    |

| Name(n) (Alter)                      | Talent                                            |
| ------------------------------------ | ------------------------------------------------- |
| Miroslav Žilka (29)                  | Popping                                           |
| Jörg Perreten (23)                   | Klavier                                           |
| Mark Ashley (38)                     | Pop-Gesang                                        |
| Leo Rojas (27)                       | Panflöte                                          |
| Oleksandr Yenivatov (37)             | Kontorsion                                        |
| Leonie Neubert (28)                  | Operngesang (Sopran)                              |
| Marlene Wenzig (13)                  | Pop-Gesang                                        |
| Piero Esteriore (34)                 | Klassischer Gesang (Tenor) und (Italo-)Pop-Gesang |
| Lukas Mattioli (13)                  | Pop-Gesang                                        |
| Sebastian Stamm (25)                 | Akrobatik am Chinesischen Mast                    |
| Sos (39) und Victoria Petrosyan (33) | Quick-Change                                      |
| Stevie Starr (45)                    | Zauberei (nach eigenem Bekunden Regurgitation)    |

| Von den Zuschauern weitergewählt |
| Von der Jury weitergewählt       |
| Ausgeschieden                    |

| Name (Alter)             | Talent                    | Televoting-Ergebnis |
| ------------------------ | ------------------------- | ------------------- |
| Leo Rojas (27)           | Panflöte                  | 31,93 %             |
| Sven Müller (34)         | Pop-Gesang                | 13,68 %             |
| Ricky Kam (6)            | Piano                     | 13,23 %             |
| Jörg Perreten (23)       | Piano                     | 10,68 %             |
| Julian Pecher (20)       | Pop-Gesang                | 07,17 %             |
| Mark Ashley (38)         | Pop-Gesang                | 06,60 %             |
| Miroslav Žilka (29)      | Popping                   | 06,24 %             |
| Desire Capaldo (26)      | Operngesang (Sopran)      | 05,92 %             |
| Dergin Tokmak (37)       | Tanzakrobatik auf Krücken | 02,85 %             |
| Oleksandr Yenivatov (37) | Kontorsion                | 01,70 %             |

Nach der Show konnte sich Sieger Leo Rojas mit dem Finalbeitrag Einsamer Hirte in den deutschen und österreichischen Charts platzieren. Ein Sampler der „Das Supertalent – Allstars“ mit je zwei Beiträgen der sieben Musikkünstler des Finales unter dem Titel Magic Moments erreichte Platz 16 der deutschen Albumcharts und war auch in Österreich und der Schweiz erfolgreich.

### 6. Staffel

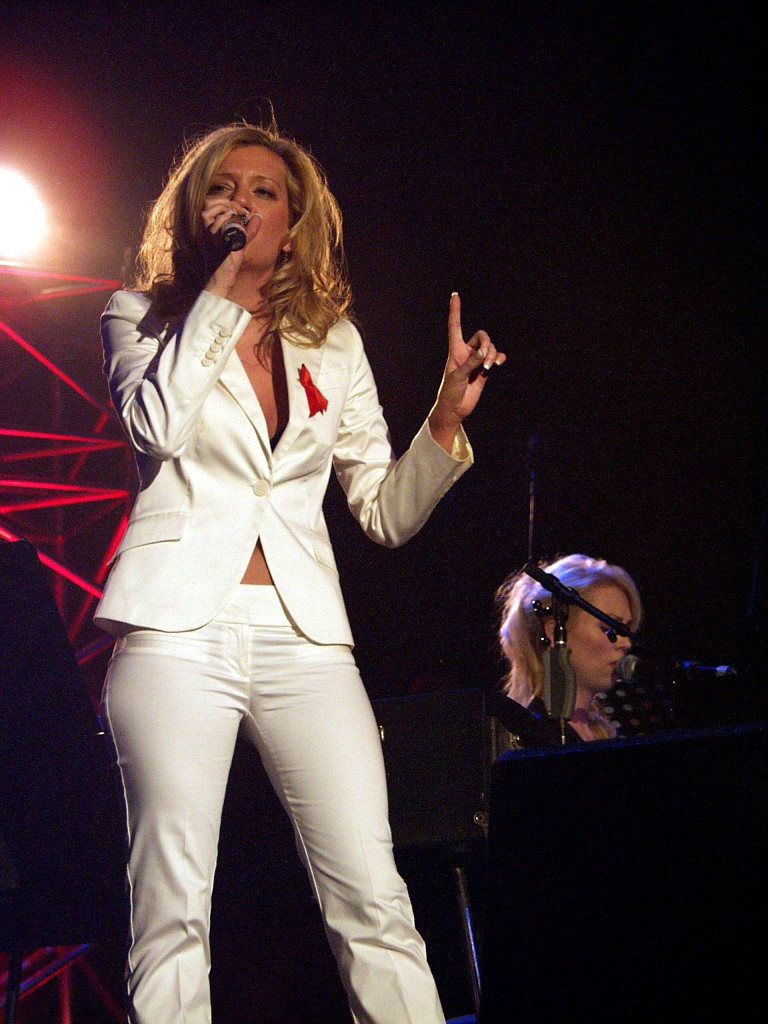
Juliette Schoppmann, Sechste des Finales, bei einem Auftritt auf einem Benefiz-Konzert 2007

Die sechste Staffel startete am 15. September 2012. Für diese Staffel bewarben sich laut RTL über 44.000 Kandidaten. Die Castings fanden im Berliner Tempodrom statt.
In der Jury gab es neben Dieter Bohlen mit Michelle Hunziker und Thomas Gottschalk zwei neue Mitglieder. Daniel Hartwich übernahm die alleinige Moderation. Den mit dieser Staffel neu eingeführten „Goldenen Buzzer“ benutzte Dieter Bohlen gleich fünf Mal, um damit Kandidaten aus den Castings direkt ins Halbfinale zu befördern. Ab der nächsten Staffel wurde dessen Betätigung für die Juroren beschränkt.
Am letzten Aufzeichnungstag kam es zu einem Unfall, als die in den letzten Teil eines Auftritts integrierte Michelle Hunziker vom Kandidaten fallen gelassen wurde, auf den Bühnenboden aufschlug und eine leichte Gehirnerschütterung und Prellungen erlitt. Sie wurde zur Untersuchung in eine Klinik gebracht, Bohlen und Gottschalk fungierten bei den folgenden Auftritten als alleinige Juroren. Die Jury wählte für den fünften Finalplatz des ersten Halbfinales den Fünftplatzierten der Zuschauerabstimmung.
Der Sänger Jean-Michel Aweh wurde Gewinner von Supertalent 2012 und 100.000 Euro.
| Name(n) (Alter)                                  | Talent                               | Goldener Buzzer gedrückt von | Televoting-Ergebnis |
| ------------------------------------------------ | ------------------------------------ | ---------------------------- | ------------------- |
| Christian Bakotessa (32)                         | Pop-Gesang                           | Dieter Bohlen                | 28,23 %             |
| Jean-Michel Aweh (20)                            | Klavier und Gesang                   | Dieter Bohlen                | 14,29 %             |
| Dan Sperry (27)                                  | Zauberei                             | Michelle Hunziker            | 12,98 %             |
| Juliette Schoppmann (32)                         | Pop-Gesang                           | –                            | 12,82 %             |
| Laura Pinski (16)                                | Pop-Gesang                           | –                            | 09,86 %             |
| Simone Ciccarese (20)                            | Operngesang (Tenor)                  | –                            | 05,07 %             |
| Attraction Black Light                           | Schwarzlichtshow und Schattenspiel   | Dieter Bohlen                | 03,96 %             |
| Vinzenz Wagner (22)                              | Ausdruckstanz mit Breakdance-Figuren | –                            | 03,88 %             |
| Rita van Nek (63)                                | Pop-Gesang                           | –                            | 03,86 %             |
| Philip Golle (21)                                | Hula-Hoop                            | –                            | 02,88 %             |
| Christian von Richthofen (56) und Leo Lazar (27) | Perkussion mit Automobil             | Thomas Gottschalk            | 01,88 %             |
| Leilani Franko (26)                              | Kontorsion                           | –                            | 00,99 %             |

| Name(n) (Alter)                                                                                                  | Talent                                                      | Goldener Buzzer gedrückt von | Televoting-Ergebnis |
| --- | ----------------------------------------------------------- | ---------------------------- | ------------------- |
| Papagei Jacko (Blaustirnamazone, 10)                                                                             | (Party-)Gesang                                              | –                            | 20,18 %             |
| Emil Kusmirek (22)                                                                                               | Ausdruckstanz mit Elementen des Ballett und des Irish Dance | –                            | 15,49 %             |
| Deidra Jones (41)                                                                                                | Pop-/R&B-Gesang                                             | Dieter Bohlen                | 14,48 %             |
| Hammou Bensalah (47)                                                                                             | Seifenblasenkunst                                           | –                            | 08,18 %             |
| TaBeA (Frieda Roloff (14), Katja Lushik (14), Nicole Bergmann (14), Lina Fleuch (15) und Anna-Lena Wiesner (15)) | Ausdruckstanz mit Elementen der Rhythmischen Sportgymnastik | –                            | 07,68 %             |
| David Petras (30)                                                                                                | Pop-Gesang                                                  | Dieter Bohlen                | 06,97 %             |
| Nazanin Ezazi (29), Shirin Asgari (32) und Nasrin Asgari (34)                                                    | Klassischer/Pop-Gesang (Sopran)                             | Michelle Hunziker            | 06,83 %             |
| Fredi Kargl (16)                                                                                                 | Pop-Gesang                                                  | –                            | 06,48 %             |
| Simone Maria Le (30)                                                                                             | Poledance                                                   | –                            | 05,41 %             |
| Stefan Gius (22)                                                                                                 | Akrobatischer Breakdance                                    | –                            | 03,57 %             |
| Karlheinz Franz (48)                                                                                             | Klavier und Gesang                                          | Michelle Hunziker            | 02,71 %             |
| Irena Dudacek (58)                                                                                               | Chanson/Schlager-Gesang                                     | –                            | 02,02 %             |

| Von den Zuschauern weitergewählt |
| Von der Jury weitergewählt       |
| Ausgeschieden                    |

| Name(n) (Alter)                                                                                                  | Talent                                                      | Televoting-Ergebnis |
| --- | ----------------------------------------------------------- | ------------------- |
| Jean-Michel Aweh (20)                                                                                            | Klavier und Gesang                                          | 25,39 %             |
| Christian Bakotessa (32)                                                                                         | Pop-Gesang                                                  | 19,56 %             |
| Dan Sperry (27)                                                                                                  | Zauberei                                                    | 13,75 %             |
| Papagei Jacko (Blaustirnamazone, 10)                                                                             | (Party-)Gesang                                              | 10,44 %             |
| Laura Pinski (16)                                                                                                | Pop-Gesang                                                  | 08,30 %             |
| Juliette Schoppmann (32)                                                                                         | Pop-Gesang                                                  | 08,03 %             |
| Emil Kusmirek (22)                                                                                               | Ausdruckstanz mit Elementen des Ballett und des Irish Dance | 04,21 %             |
| TaBeA (Frieda Roloff (14), Katja Lushik (14), Nicole Bergmann (14), Lina Fleuch (15) und Anna-Lena Wiesner (15)) | Ausdruckstanz mit Elementen der Rhythmischen Sportgymnastik | 03,95 %             |
| Hammou Bensalah (47)                                                                                             | Seifenblasenkunst                                           | 03,86 %             |
| Deidra Jones (41)                                                                                                | Pop-/R&B-Gesang                                             | 02,69 %             |

### 7. Staffel
Die siebte Staffel wurde ab dem 28. September 2013 mit Daniel Hartwich als Moderator ausgestrahlt. Die Jury bestand erstmals aus vier Personen. Neben Dieter Bohlen war Bruce Darnell, der bereits an der zweiten bis vierten Staffel teilnahm, erneut Teil der mit Lena Gercke und Guido Maria Kretschmer neu ergänzten Jury. Die Entscheidung über den Einzug in das Halbfinale zwischen Christian Jährig und Lilianne Schreiber fiel erst zu Beginn der Halbfinal-Sendung.
Lukas Pratschker und sein Hund Falco wurden Gewinner von Das Supertalent 2013, 100.000 Euro und als Novum einem Auftritt in Las Vegas, der vom Sieger jedoch nicht wahrgenommen wurde.
| Name(n) (Alter)                                                | Talent                    | Goldener Buzzer gedrückt von | Televoting-Ergebnis |
| -------------------------------------------------------------- | ------------------------- | ---------------------------- | ------------------- |
| Torsten Ritter (23)                                            | Devilstick-Jonglage       | –                            | 22,61 %             |
| Sophie Schwerthöffer (13)                                      | Operngesang (Sopran)      | Guido Maria Kretschmer       | 13,61 %             |
| Christian Jährig (19)                                          | Schlager-Gesang           | –                            | 11,71 %             |
| La Vision (Richard Jecsmen (46), Yana Semilet (28))            | Partnerakrobatik          | –                            | 10,71 %             |
| Stickstoff                                                     | Trommeln mit Schwarzlicht | –                            | 10,37 %             |
| Viviana Grisafi (15)                                           | Pop-Gesang                | Dieter Bohlen                | 09,87 %             |
| Vanessa Eich (4)                                               | Zauberei                  | –                            | 08,04 %             |
| Mejeh Black (Michael (17), Jamie (20) und Stefanie Mejeh (18)) | Tanz                      | –                            | 06,44 %             |
| Kai Haase (21) & Gerhard Mayr (29)                             | Freestyle Motocross       | –                            | 04,08 %             |
| Thomas Krüger (22)                                             | Klavier                   | Guido Maria Kretschmer       | 02,56 %             |

| Name(n) (Alter) | Talent                              | Goldener Buzzer gedrückt von | Televoting-Ergebnis |
| --- | ----------------------------------- | ---------------------------- | ------------------- |
| Lukas Pratschker (17) & Falco (Border Collie, 4)                                                                                                   | Hundedressur (Dogdancing)           | –                            | 28,03 %             |
| Fortunato Lacovara (48) | Klassischer/Rock-Gesang             | Bruce Darnell                | 21,53 %             |
| Heidi Schimiczek (61) | Schlager-Gesang                     | Bruce Darnell                | 12,01 %             |
| Patrick De Souza Campelo Feldmann (23) | Hip-Hop/Breakdance                  | Lena Gercke                  | 08,93 %             |
| Maria Fischer (24) | Pop-Gesang                          | Dieter Bohlen                | 08,29 %             |
| Eiko Bensch (17) & Denny Röhrle (18) | Pop-Gesang                          | –                            | 06,72 %             |
| Fantastic 5 (Gunther von Morgen (Gunther Heimpel) (44), Patrick Silbersdorf (24), Lisa Freudenthal (26), Adnan Zaatouri (25) und Lena Visser (25)) | Interaktion von Tanz und Videokunst | Lena Gercke                  | 05,59 %             |
| Jordi Bertran | Puppenspiel                         | –                            | 04,44 %             |
| Adrian Mathias (31) | Diabolo-Jonglage                    | –                            | 02,43 %             |
| Kevin James (51) | Zauberei                            | –                            | 02,03 %             |

| Von den Zuschauern weitergewählt |
| Von der Jury weitergewählt       |
| Ausgeschieden                    |

| Name(n) (Alter) | Talent                              | Televoting-Ergebnis |
| --- | ----------------------------------- | ------------------- |
| Lukas Pratschker (17) & Falco (Border Collie, 4)                                                                                                   | Hundedressur (Dogdancing)           | 25,48 %             |
| Torsten Ritter (23) | Devilstick-Jonglage                 | 16,08 %             |
| Viviana Grisafi (15) | Pop-Gesang                          | 11,73 %             |
| Sophie Schwerthöffer (13) | Operngesang (Sopran)                | 11,13 %             |
| La Vision (Richard Jecsmen (46), Yana Semilet (28))                                                                                                | Partnerakrobatik                    | 10,84 %             |
| Christian Jährig (19) | Schlager-Gesang                     | 06,35 %             |
| Fortunato Lacovara (48) | Klassischer/Rock-Gesang             | 05,54 %             |
| Heidi Schimiczek (61) | Schlager-Gesang                     | 05,19 %             |
| Fantastic 5 (Gunther von Morgen (Gunther Heimpel) (44), Patrick Silbersdorf (24), Lisa Freudenthal (26), Adnan Zaatouri (25) und Lena Visser (25)) | Interaktion von Tanz und Videokunst | 03,94 %             |
| Patrick De Souza Campelo Feldmann (23) | Hip-Hop/Breakdance                  | 03,72 %             |

### 8. Staffel
In der Jury saßen erneut Dieter Bohlen, Lena Gercke, Guido Maria Kretschmer und Bruce Darnell. Moderiert wurden die samstags vom 28. September bis 20. Dezember 2014 ausgestrahlten Sendungen von Daniel Hartwich.
Wie nur in der ersten Staffel gab es kein Halbfinale; sieben Kandidaten gelangten per Goldenem Buzzer in die Endausscheidung, weitere fünf wählte die Jury aus den Weitergekommenen aus. Gewinner der 100.000 Euro sowie eines Auftritts in Las Vegas wurde der Travestiekünstler und Sänger Marcel Kaupp.
| Name(n) (Alter)                                                             | Talent                    | Goldener Buzzer gedrückt von | Televoting-Ergebnis |
| --------------------------------------------------------------------------- | ------------------------- | ---------------------------- | ------------------- |
| Marcel Kaupp (26)                                                           | Pop-Gesang und Travestie  | –                            | 24,41 %             |
| Andreas Hruska (27)                                                         | Pop-Gesang                | Dieter Bohlen                | 19,45 %             |
| Die Filieri-Brüder (Pasquale (39), Enrico (29))                             | (Italo-)Pop-Gesang        | –                            | 10,97 %             |
| Tumar KR                                                                    | Popping                   | allen Juroren                | 10,86 %             |
| Duo You and Me (Igor Gavva (27), Julia Paliy (25))                          | Partnerakrobatik          | –                            | 09,33 %             |
| Light Balance                                                               | Tanz mit Lichteffekten    | allen Juroren                | 05,86 %             |
| Show-Projekt                                                                | Gerätturnen               | Guido Maria Kretschmer       | 04,52 %             |
| Emin Abdullaev (21)                                                         | Kontorsion                | Bruce Darnell                | 03,74 %             |
| Patrick Müller-Klug (16)                                                    | Pop-Gesang                | Bruce Darnell                | 03,34 %             |
| Laurent Kremer (51)                                                         | Pop-Gesang mit Perkussion | Dieter Bohlen                | 02,93 %             |
| Stay KingPin (Carolin Ketelaer (23), Mark Kneipp (29) und Maik Schugt (29)) | Pop-Gesang                | –                            | 02,69 %             |
| Christian Farla (44)                                                        | Zauberkunst               | –                            | 01,90 %             |

### 9. Staffel

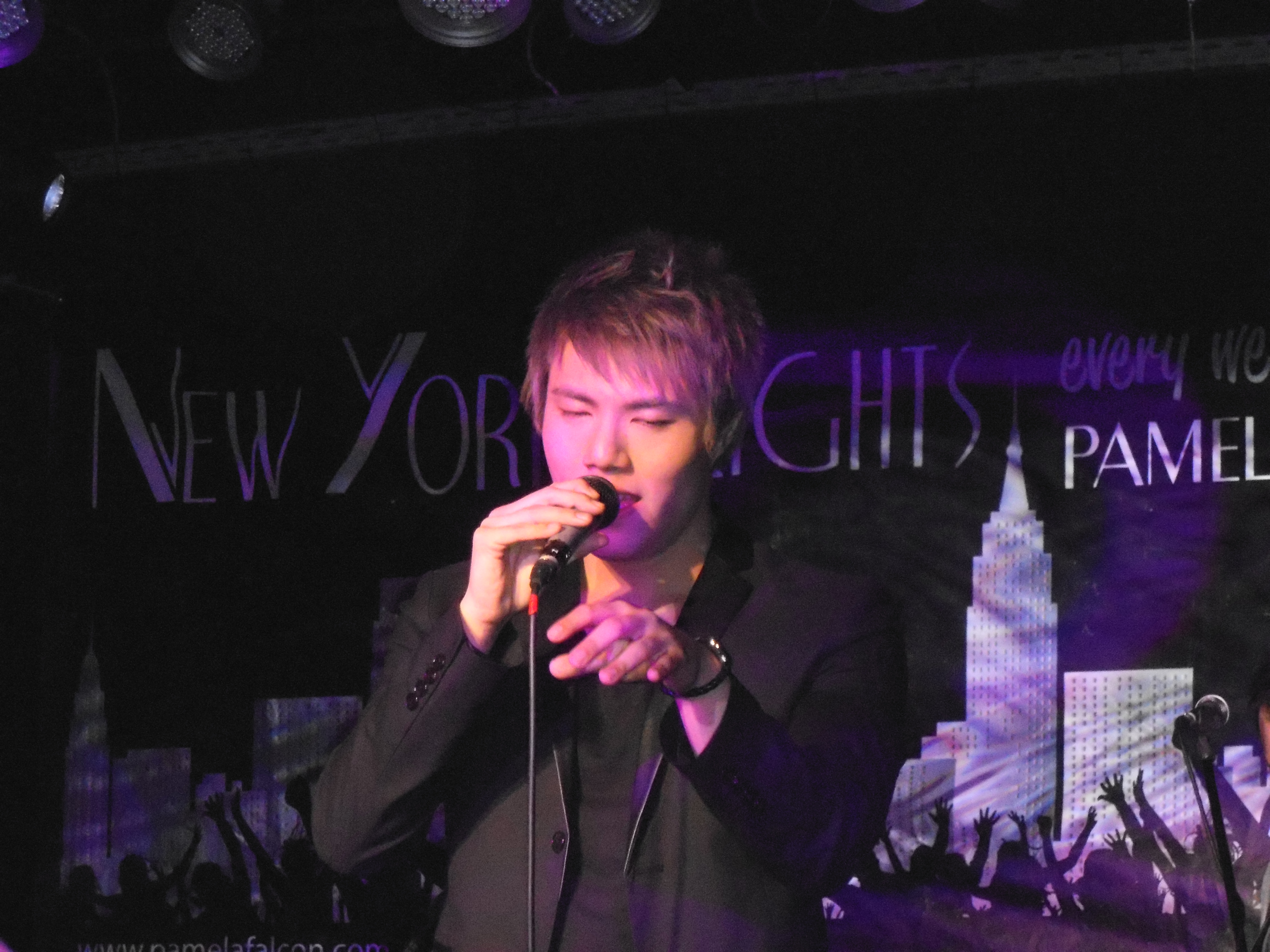
Jay Oh, Sieger der neunten Staffel, am 23. Dezember 2015 in Bochum

Die neunte Staffel wurde vom 19. September bis 12. Dezember 2015 jeweils samstags ausgestrahlt. Moderator war Daniel Hartwich, die nach 2012 wieder dreiköpfige Jury bestand aus Dieter Bohlen, Inka Bause und Bruce Darnell.
Gleich siebenmal wurden in den Vorrunden Teilnehmer per Goldenem Buzzer direkt ins Finale befördert, so dass die Jury aus den für das Weiterkommen Qualifizierten nur noch fünf Künstler für das Finale auszuwählen hatte. Gewinner der Show und somit von 100.000 Euro wurde „Jay“ Oh mit einer Gesangsdarbietung. Dieser trat in der vierten Sendung als Teilnehmer aus dem Publikum auf und war von Bohlen durch den Goldenen Buzzer direkt in das Finale geschickt worden.
| Name(n) (Alter)                                                                          | Talent                    | Goldener Buzzer gedrückt von | Televoting-Ergebnis |
| ---------------------------------------------------------------------------------------- | ------------------------- | ---------------------------- | ------------------- |
| Sae-Hun „Jay“ Oh (29)                                                                    | Pop-Gesang                | Dieter Bohlen                | 24,22 %             |
| Erwin Frankello (31) mit Itchy & Scratchy (Seelöwen)                                     | Dressur                   | –                            | 22,12 %             |
| Alessio Greco (16)                                                                       | Pop-Gesang                | Dieter Bohlen                | 11,91 %             |
| Frank Lorenz (48)                                                                        | Bauchreden                | –                            | 10,42 %             |
| Lavinia Meinhardt (13)                                                                   | Pop-Gesang                | allen Juroren                | 07,45 %             |
| D’Holmikers                                                                              | Gerätturnen               | –                            | 06,54 %             |
| Russischer Barren Trio (Christine Bédar (28), Marco Dieckmann (38) und Yves Gagnon (46)) | Russischer Barren         | –                            | 05,03 %             |
| Zymbalinka (Natali Arnold (10), Laura Semisorow (11) und Deborah Nagel (14))             | Zymbal                    | Bruce Darnell                | 04,32 %             |
| Paddy & Nicko (Sarah Jones (81) und Nicolás Espinosa (41))                               | Lateinamerikanischer Tanz | Inka Bause                   | 02,72 %             |
| Fabien Kachev (55)                                                                       | Pantomime                 | –                            | 02,71 %             |
| Felix Faschingbauer (74)                                                                 | Jodeln                    | Bruce Darnell                | 01,55 %             |
| InFusion Trio (Mihály Simkó-Várnagy (35), Nándor Weisz (37) und Izsák Farkas (28))       | Elektronische Musik       | Inka Bause                   | 01,01 %             |

### 10. Staffel
Castings für die zehnte Staffel waren in 37 Städten der D-A-CH-Staaten und Mallorca von April bis Juni 2016 angesetzt. Ausgestrahlt wurde sie vom 10. September bis 17. Dezember 2016. Zu den Juroren Dieter Bohlen und Bruce Darnell gesellte sich Victoria Swarovski, die Inka Bause ablöste. Alle drei schickten je zwei Bewerber per Goldenem Buzzer ins Finale. Darunter war auch Emil Kusmirek, bereits 2012 Finalteilnehmer, der als Coach anwesend war und von Darnell zu einem Solo-Auftritt aufgefordert wurde. Es siegte die Engländerin Angel Flukes, die im gleichen Jahr bei Deutschland sucht den Superstar unter die letzten 32 gelangt war. Ferner gab es ab diesem Jahr einen wechselnden Publikums-Juroren, welcher auf einem goldenen Stuhl in der ersten Reihe Platz nimmt und die Jury mit seiner Meinung unterstützen soll.
| Name(n) (Alter)                                                                | Talent                                       | Goldener Buzzer gedrückt von | Televoting-Ergebnis |
| ------------------------------------------------------------------------------ | -------------------------------------------- | ---------------------------- | ------------------- |
| Angel Flukes (28)                                                              | Pop-Gesang                                   | Dieter Bohlen                | 28,11 %             |
| Thomas Stieben (34)                                                            | Pop-Gesang                                   | Dieter Bohlen                | 13,91 %             |
| Gebrüder Scholl (Alfred (16), Thomas (20), Mike (25) und René Scholl (28))     | Trampolin-Akrobatik                          | Victoria Swarovski           | 13,04 %             |
| Alina Ruppel (19)                                                              | Kontorsion                                   | Bruce Darnell                | 12,92 %             |
| Carlos Zaspel (19)                                                             | Akrobatik am modifizierten Chinesischen Mast | –                            | 07,24 %             |
| Annette Dytrt (33) und Yannick Bonheur (34)                                    | Paartanz auf Inlineskates                    | –                            | 06,66 %             |
| Emil Kusmirek (26)                                                             | Contemporary Dance                           | Bruce Darnell                | 05,06 %             |
| Alex Mihajlovski (47) mit Barti (Puppe)                                        | Marionettenspiel                             | –                            | 04,97 %             |
| Salvatore Scire (12)                                                           | Pop-Gesang                                   | –                            | 02,69 %             |
| Mannheimer Schule 2.0 (David Kwiek (31) und ein achtköpfiges Streichorchester) | Streetdance zu klassischer Musik             | –                            | 02,39 %             |
| Patrick Ulman (27) und Zdenek Kremlacek (22)                                   | Electric Boogie                              | Victoria Swarovski           | 01,85 %             |
| Stephanie Höggerl (29) und Dan Miethke (36)                                    | Feuershow                                    | –                            | 01,16 %             |

### 11. Staffel
An insgesamt 25 Terminen fanden in Deutschland, Österreich und der Schweiz die Castings für die elfte Staffel statt. Sie wurde ab dem 16. September 2017 ausgestrahlt und endete mit dem Finale am 16. Dezember 2017. Neben Bruce Darnell und Dieter Bohlen saß Nazan Eckes neu in der Jury. Obwohl jeder Juror in den Vorrunden nur zweimal den „Goldenen Buzzer“ betätigen sollte, verhalf Dieter Bohlen in der letzten Vorrundenshow am 2. Dezember einer dritten Kandidatin (Allegra Tinnefeld) zum Direkteinzug ins Finale. Um zu bestimmen, wer von den in den Vorrunden Weitergekommenen die noch offenen sechs Finalplätze besetzt, wurde am 9. Dezember eine Entscheidungsshow mit 17 Startern angesetzt. Fünf Vorstellungen bekamen nicht die drei notwendigen Ja-Stimmen der Juroren, drei Gruppen beförderten diese per Buzzer ins Finale. Von den verbliebenen neun Kandidaten wählten sie drei für das Finale aus, ehe Bohlen als Überraschung Quintino Cruciano als 14. Finalisten verkündete. Mit der Vorführung einer Dressur von acht Mischlingshunden siegte die 10-jährige Alexa Lauenburger im Finale.
| Name(n) (Alter)                                                                       | Talent                                                                    | Goldener Buzzer gedrückt von | Televoting-Ergebnis |
| ------------------------------------------------------------------------------------- | ------------------------------------------------------------------------- | ---------------------------- | ------------------- |
| Alexa Lauenburger (10) & acht Hunde                                                   | Hundedressur                                                              | Nazan Eckes                  | 21,86 %             |
| Allegra Tinnefeld (12)                                                                | Geige und Gesang                                                          | Dieter Bohlen                | 12,27 %             |
| Baba Yega                                                                             | Interaktion von Videoprojektionen und Bewegungen mit Breakdance-Elementen | Bruce Darnell                | 08,73 %             |
| Noel Lehar (10)                                                                       | Querflöte                                                                 | Dieter Bohlen                | 07,99 %             |
| Jason Brügger (24)                                                                    | Artistik                                                                  | –                            | 07,43 %             |
| Stefanie Millinger (25)                                                               | Akrobatik                                                                 | Bruce Darnell                | 06,77 %             |
| Los Manolos Bonn                                                                      | Südländische Popmusik                                                     | Dieter Bohlen                | 06,46 %             |
| Lucas Fischer (27)                                                                    | Barren- und Bodenturnen, Gesang                                           | Nazan Eckes                  | 05,53 %             |
| Seicento                                                                              | Klassischer Gesang                                                        | Dieter Bohlen                | 04,87 %             |
| Barbara, Irene & Jannis (Jannis Rasser (23), Barbara Mezzi (25) und Irena Greco (12)) | Ballett in Interaktion mit 3D-Videoprojektionen                           | Nazan Eckes                  | 04,49 %             |
| Duo Nigretai (Jessica Alexandre (24) und Kaue Andryh (20))                            | Artistik                                                                  | –                            | 04,31 %             |
| Quintino Cruciano (82)                                                                | Klassischer Gesang                                                        | –                            | 04,26 %             |
| Dúlamán                                                                               | Irischer Stepptanz und Gesang                                             | –                            | 03,77 %             |
| Artem Gussev (21)                                                                     | Flexing                                                                   | Bruce Darnell                | 01,26 %             |

 Per Goldenem Buzzer in der Vorrunde ins Finale 
 Per Goldenem Buzzer in der Entscheidungsshow ins Finale 

### 12. Staffel
Die Castings der zwölften Staffel fanden vom 24. März bis zum 9. Juni 2018 in 26 Städten in Deutschland, Österreich und der Schweiz statt. Die Jury-Castings wurden vom 6. bis zum 22. August 2018 im Metropol Theater in Bremen aufgezeichnet. Nach einer sechsjährigen Pause kehrte Sylvie Meis in die Jury zurück und ersetzte Nazan Eckes.
Vom 15. September bis 15. Dezember wurden in 13 Casting-Folgen sieben Finalteilnehmer per Goldenem Buzzer bestimmt. Über vier weitere Finalisten entschied die Jury direkt, über den letzten hatten die Zuschauer aus drei von den einzelnen Juroren bestimmten „Herzenskandidaten“ zu entscheiden. Sie wählten mit 41,5 % im Online-Voting den späteren Gewinner Stevie Starr, den „Herzenskandidaten“ von Dieter Bohlen. Die von Dieter Bohlen zuletzt gebuzzerte, 13-jährige Seiltänzerin Ameli Bilyk erlitt vor dem Finale einen Armbruch und wurde durch die Fair Play Crew ersetzt. Dieter Bohlen garantierte ihr jedoch im Voraus schon einen Platz im Finale der kommenden Staffel im Jahr 2019. Nach Emil Kusmirek standen erneut zwei Teilnehmer im Finale, die bereits in einer früheren Ausgabe von „Das Supertalent“ im Finale standen: Stevie Starr 2010 (Staffel 4, Platz 7) und Hannes Schwarz 2009 (Staffel 3, Platz 9). Noch nie war der Abstand vom Erst- zum Drittplatzierten mit 0,59 Prozentpunkten so gering.
| Name(n) (Alter) | Talent                           | Goldener Buzzer gedrückt von | Televoting-Ergebnis |
| --- | -------------------------------- | ---------------------------- | ------------------- |
| Stevie Starr (56) | Regurgitations-Illusion          | –                            | 17,38 %             |
| Mo'Voce (Darell Haynes (35), Sarai Elisabeth Cole (32) und Frank Ablorh-Odjidja (35))                                            | Gesang im Terzett                | Dieter Bohlen                | 17,26 %             |
| Lorenzo Sposato (27) | Gesang (Tenor)                   | Dieter Bohlen                | 16,79 %             |
| Step Out (Patrick Schuhmann (28), Elias Larsson (32) und Viachaslau Hahunou (37))                                                | Akrobatik auf dem Schleuderbrett | Sylvie Meis                  | 07,54 %             |
| Fair Play Crew (Wojciech Blaszko (38), Karol Niecikowski (34), Rafal Kaminski (37), Blazej Gorski (28) und Marcin Rogalski (34)) | Slapstick-Comedy                 | –                            | 07,33 %             |
| Luciano Velardi, Holger Stemmer und Rosario Ribaudo (38, 37, 42)                                                                 | Puppen-Comedy                    | –                            | 07,06 %             |
| Gennady Papizh (54) | Onomatopoesie                    | Bruce Darnell                | 06,48 %             |
| Olena UUTAi (32) | Onomatopoesie und Maultrommel    | –                            | 05,84 %             |
| Hannes Schwarz (35) | Feuershow                        | –                            | 05,34 %             |
| Kevin Elsnig (22) | Gesang (Countertenor)            | Sylvie Meis                  | 03,99 %             |
| Andreas Maintz (36) | Breakdance                       | Bruce Darnell                | 03,97 %             |
| JD Anderson (30) | Strongman                        | –                            | 01,02 %             |

### 13. Staffel
Die vierzehn Folgen mit dem neuen Jury-Mitglied Sarah Lombardi wurden vom 14. September bis 21. Dezember (ohne 16. November) 2019 ausgestrahlt.
Nachdem alle Vorrundenkandidaten aufgetreten waren, wurden alle Teilnehmer, für die mindestens 2 Mal der grüne Buzzer gedrückt worden war, nochmals bewertet. Dies geschah anhand von Videosequenzen der Auftritte, während der die drei Jurymitglieder getrennt voneinander eine Wertung aus einer Punkteskala von 1-10 vergaben. Aus den acht Kandidaten mit den meisten Punkten (26–30), wurden in einer gemeinsamen Beratung der Jury die vier Acts ausgewählt, die die Finalshow komplettierten.
Als Neuerung wurde im Finale am 21. Dezember einige Mal eingeblendet, welche drei Kandidaten mit welchen Stimmenanteilen aktuell vorne lagen. Nach dem letzten Auftritt wurden erneut die Votingstände der ersten Drei eingeblendet und nur für diese startete das Voting erneut. Dieses „Top 3“-Voting, bei dem die bisherigen Anrufe miteingerechnet wurden, ergab keine Veränderung der Platzierungen. Christian Stoinev und sein Hund Percy erreichten das beste Abstimmungsergebnis seit der zweiten Staffel und das beste in einem Finale mit zwölf Teilnehmern. Gleichzeitig erhielten zum ersten Mal Finalisten weniger als 1 % der Anrufe.
| Name(n) (Alter)                                                                | Talent                                         | Goldener Buzzer gedrückt von oder Jurorenpunkte Darnell / Lombardi / Bohlen | Televoting-Ergebnis |
| ------------------------------------------------------------------------------ | ---------------------------------------------- | --------------------------------------------------------------------------- | ------------------- |
| Christian Stoinev (27) & Percy (Chihuahua, 7)                                  | Akrobatik mit Hundedressur                     | Dieter Bohlen                                                               | 36,53 % (48,66 %)   |
| Georgia Balke (9)                                                              | Pop-Gesang                                     | Dieter Bohlen                                                               | 23,98 % (34,08 %)   |
| Jürgen Kern (53)                                                               | Kunstpfeifen                                   | 27 08 / 09 / 10                                                             | 11,29 % (17,26 %)   |
| Dima Shine (34)                                                                | Pole Dance                                     | Dieter Bohlen und Bruce Darnell                                             | 08,65 %             |
| Ameli Bilyk (14)                                                               | Seiltanz mit Reifenjonglage                    | Dieter Bohlen (2018)                                                        | 05,57 %             |
| Nina Richel (26)                                                               | Pop-Gesang                                     | Sarah Lombardi                                                              | 03,45 %             |
| De Facto Quartet (Marco Čaňo, Peter Mojzeš, Ilja Chernoklinov und Šimon Marek) | Streichquartett (Drei Geigen, ein Cello)       | Bruce Darnell                                                               | 02,53 %             |
| The Space Cowboy (Chayne Hultgren (35))                                        | Weltrekord-Stunts                              | 30 10 / 10 / 10                                                             | 02,46 %             |
| Mirko Casella (8)                                                              | Tanz (Contemporary)                            | Sarah Lombardi                                                              | 02,12 %             |
| Angela Kim (37) & Stuart MCKenzie (36)                                         | „Airskating“ (Luftakrobatik mit Rollerskating) | Bruce Darnell                                                               | 02,02 %             |
| Yumbo Dump (Go Kashu (33) und Daisuke Fujiwara (35))                           | Körpergeräusche                                | 27 08 / 10 / 09                                                             | 00,72 %             |
| Miki Dark (53)                                                                 | Horror-Illusionen                              | 26 08 / 09 / 09                                                             | 00,68 %             |

### 14. Staffel
Die 14. Staffel begann am 17. Oktober 2020 und wurde in 11 Folgen bis zum 19. Dezember 2020 ausgestrahlt. Zum dritten Mal in der Sendungsreihe gab es vier Juroren – Chris Tall und Evelyn Burdecki waren neu an der Seite von Dieter Bohlen und Bruce Darnell. Zum ersten Mal seit der 5. Staffel trat wieder ein Moderatorenduo auf; Victoria Swarovski gesellte sich zu Daniel Hartwich. Jedes Jurymitglied durfte einmal den Goldenen Buzzer drücken. Auf diese Weise wurden vier Kandidaten ins Finale geschickt. Darunter befand sich mit Vanessa Calcagno erneut eine Teilnehmerin, die schon einmal das Finale erreicht hatte (2009, Platz 2). Nachdem alle Vorrundenkandidaten aufgetreten waren, wurden diejenigen, für die mindestens 3 Mal der grüne Buzzer gedrückt worden war, nochmals bewertet. Dies geschah wie im Vorjahr anhand einer Videosequenz, während der die Jurymitglieder getrennt voneinander eine Wertung aus einer Punkteskala von 1–10 vergaben. Auf diese Weise wurden weitere sieben Finalisten mit einem Ergebnis von 37–40 Punkten ermittelt. Im Finale gewann Nick Ferretti die auf 50.000 Euro reduzierte Prämie.
| Name(n) (Alter)                                                            | Talent                                   | Goldener Buzzer gedrückt von oder Jurorenpunkte Darnell / Tall / Burdecki / Bohlen | Televoting-Ergebnis (Platz) |
| -------------------------------------------------------------------------- | ---------------------------------------- | ---------------------------------------------------------------------------------- | --------------------------- |
| Nick Ferretti (30)                                                         | Pop-Gesang                               | 40 10 / 10 / 10 / 10                                                               | 1                           |
| Messoudi Brothers (Soffien (30), Karim (32) und Yassin (27))               | Äquilibristik                            | Evelyn Burdecki                                                                    | 2                           |
| Vanessa Calcagno (35)                                                      | Operngesang                              | allen Juroren                                                                      | 3                           |
| Elastic & Francesca (Stéphane Delvaux (48) und Françoise Rochais (46))     | Comedy                                   | Chris Tall                                                                         | 4–11                        |
| Guy First (28)                                                             | Handmusik                                | Bruce Darnell                                                                      | 4–11                        |
| Paul Morocco & Olé (Paul Morocco, Marcial Heredia und Guillermo de Endaya) | Flamencomusik-Comedy                     | 40 10 / 10 / 10 / 10                                                               | 4–11                        |
| Rony & Jesse (Rony Navas (29) und Jesse Brandao (27))                      | Akrobatik im Todesrad                    | 39 10 / 09 / 10 / 10                                                               | 4–11                        |
| Magus Utopia                                                               | Fantasy-Illusionen                       | 38 08 / 10 / 10 / 10                                                               | 4–11                        |
| Rafael-Evitan Grombelka (35)                                               | Darstellung von Musik in Gebärdensprache | 38 08 / 10 / 10 / 10                                                               | 4–11                        |
| Immortals                                                                  | Horror-Voguing                           | 37 09 / 09 / 09 / 10                                                               | 4–11                        |
| Tanzsportgarde Harsewinkel                                                 | Karnevalistischer Tanzsport              | 37 09 / 09 / 09 / 10                                                               | 4–11                        |

### 15. Staffel
Die 15. Staffel wurde in 10 Folgen vom 2. Oktober 2021 bis 11. Dezember 2021 ausgestrahlt. Die Jury bestand aus Michael Michalsky, Chantal Janzen, den Ehrlich Brothers und wechselnden Gastjuroren. Ursprünglich sollte auch Lukas Podolski während der ganzen Staffel Teil der Jury sein. Aufgrund einer Infektion mit SARS-CoV-2 konnte er nur bei einer Casting-Aufzeichnung dabei sein. Für die drei Liveshows konnte er jedoch wieder als Juror fungieren. Neue Moderatoren der Show wurden Chris Tall – der als erster Moderator den Goldenen Buzzer drückte – und Lola Weippert. Da die Jury mit jeder Folge wechselte, waren die ausgestrahlten Vorrundenfolgen nicht mehr wie bisher Zusammenschnitte von Aufzeichnungen verschiedener Castingrunden.
In den beiden Halbfinalshows bewertete jeder der Juroren jeden Auftritt mit 1 bis 5 Sternen. Nach der Anzahl der vergebenen Sterne wurden die Kandidaten in einem Ranking sortiert und je nach Platzierung im Ranking mit einer Punktzahl von 1 bis 9 (1. Halbfinalshow) bzw. 10 (2. Halbfinalshow) bewertet. Bei identischer Anzahl an Sternen erhielten Kandidaten den gleichen Platz im Ranking bzw. die gleiche Punktzahl. Anschließend war es auch den Zuschauern möglich, per Televoting abzustimmen. Zuschauer-Ranking und Jury-Ranking wurden zu einem Gesamtranking addiert, die drei Punktebesten jeder Show zogen ins Finale ein.
| Name (Alter)               | Talent                           | Jurorensterne Michalsky / Podolski / Janzen / Ehrlich Brothers |
| -------------------------- | -------------------------------- | -------------------------------------------------------------- |
| Helena Berlinghof (15)     | Klavier und Klavierkompositionen | 19 5 / 4 / 5 / 5                                               |
| Chris Cross (27)           | Streetdance                      | 19 5 / 5 / 5 / 4                                               |
| Keiichi Iwasaki (49)       | Zauberkunst mit Comedy           | 19 5 / 5 / 5 / 4                                               |
| Jannick Holste (19)        | Illusionistik mit Tanz           | 19 5 / 5 / 5 / 4                                               |
| Männerballett Finsterwalde | Männerballett                    | 18 5 / 5 / 4 / 4                                               |
| Johannes Stötter (43)      | Bodypainting                     | 15 3 / 3 / 4 / 5                                               |
| Luise Fuhr (28)            | Bauchreden                       | 15 3 / 4 / 4 / 4                                               |
| Marco Miele (42)           | Mentalmagie                      | 15 3 / 5 / 4 / 3                                               |
| Les Fo’Plafonds            | Musik mit Alltagsgegenständen    | 09 2 / 2 / 2 / 3                                               |

| Name(n) (Alter)           | Talent                        | Jurorensterne Michalsky / Podolski / Janzen / Gottschalk |
| ------------------------- | ----------------------------- | -------------------------------------------------------- |
| Drew Colby (47)           | Handschattenspiel             | 20 5 / 5 / 5 / 5                                         |
| Inclusion Dance Show      | Tanz                          | 20 5 / 5 / 5 / 5                                         |
| Karabo Morake (30)        | Tanz                          | 20 5 / 5 / 5 / 5                                         |
| Agnieszka Szkudlarek (27) | Pop-Gesang                    | 16 5 / 4 / 3 / 4                                         |
| Muy Moi (35)              | Fakir-Show                    | 14 4 / 3 / 3 / 4                                         |
| Liliya Turkeieva (8)      | Mallakhamb                    | 13 3 / 3 / 4 / 3                                         |
| Kevin Quantum (41)        | Illusionen                    | 11 2 / 2 / 3 / 4                                         |
| Afonso Rodrigues (37)     | Echo-Imitation und Beatboxing | 11 3 / 3 / 2 / 3                                         |
| Uschi Bauer (71)          | Jodeln                        | 10 3 / 1 / 3 / 3                                         |
| Noah Warwel (20)          | Rockmusik und Gesang          | 09 2 / 2 / 2 / 3                                         |

| Name (Alter)               | Talent                                      | Goldener Buzzer gedrückt von | Televoting- Ergebnis |
| -------------------------- | ------------------------------------------- | ---------------------------- | -------------------- |
| Elena Turcan (10)          | Operngesang und Klassischer Gesang (Sopran) | Michael Michalsky            | 26,26 %              |
| Vitória Bueno (17)         | Ballett mit Handicap                        | Chris Tall                   | 20,39 %              |
| Drew Colby (47)            | Handschattenspiel                           | –                            | 13,66 %              |
| Inclusion Dance Show       | Tanz                                        | –                            | 11,52 %              |
| Chris Cross (27)           | Streetdance                                 | –                            | 08,67 %              |
| Helena Berlinghof (15)     | Klavier und Klavierkompositionen            | –                            | 06,17 %              |
| Keiichi Iwasaki (49)       | Zauberkunst mit Comedy                      | –                            | 04,52 %              |
| Light Balance Kids (13–17) | Tanz und Schwarzlichtshow                   | Ehrlich Brothers             | 03,81 %              |
| Karabo Morake (30)         | Tanz                                        | –                            | 02,89 %              |
| Na' Mouléma                | Gospelgesang                                | Chantal Janzen               | 02,11 %              |

### 16. Staffel
Die 16. Staffel wurde nach zwei Jahren Pause vom 27. Januar bis 17. Februar 2024 in nur noch 4 Folgen ausgestrahlt. Die Jury bestand aus Dieter Bohlen, Bruce Darnell, Ekaterina Leonova und Anna Ermakova. Moderiert wurde die Sendung von Victoria Swarovski und Jens „Knossi“ Knossalla. Es gewann Alexander Doghmani.
| Name (Alter)                                                               | Talent                                | Goldener Buzzer gedrückt von | Abstimmungs- ergebnis (Platz) |
| -------------------------------------------------------------------------- | ------------------------------------- | ---------------------------- | ----------------------------- |
| Alexander Doghmani (17)                                                    | Operngesang (Tenor, Countertenor)     | –                            | 1                             |
| Black Widow                                                                | Illusionstanz („Vielarmige Göttin“)   | Anna Ermakova                | 2                             |
| Ramadhani Brothers (Fadhili Ramadhani (37) und Ibrahim Jobu Mwiamese (27)) | Akrobatik (Kopf-auf-Kopf-Balancieren) | –                            | 3                             |

### 17. Staffel

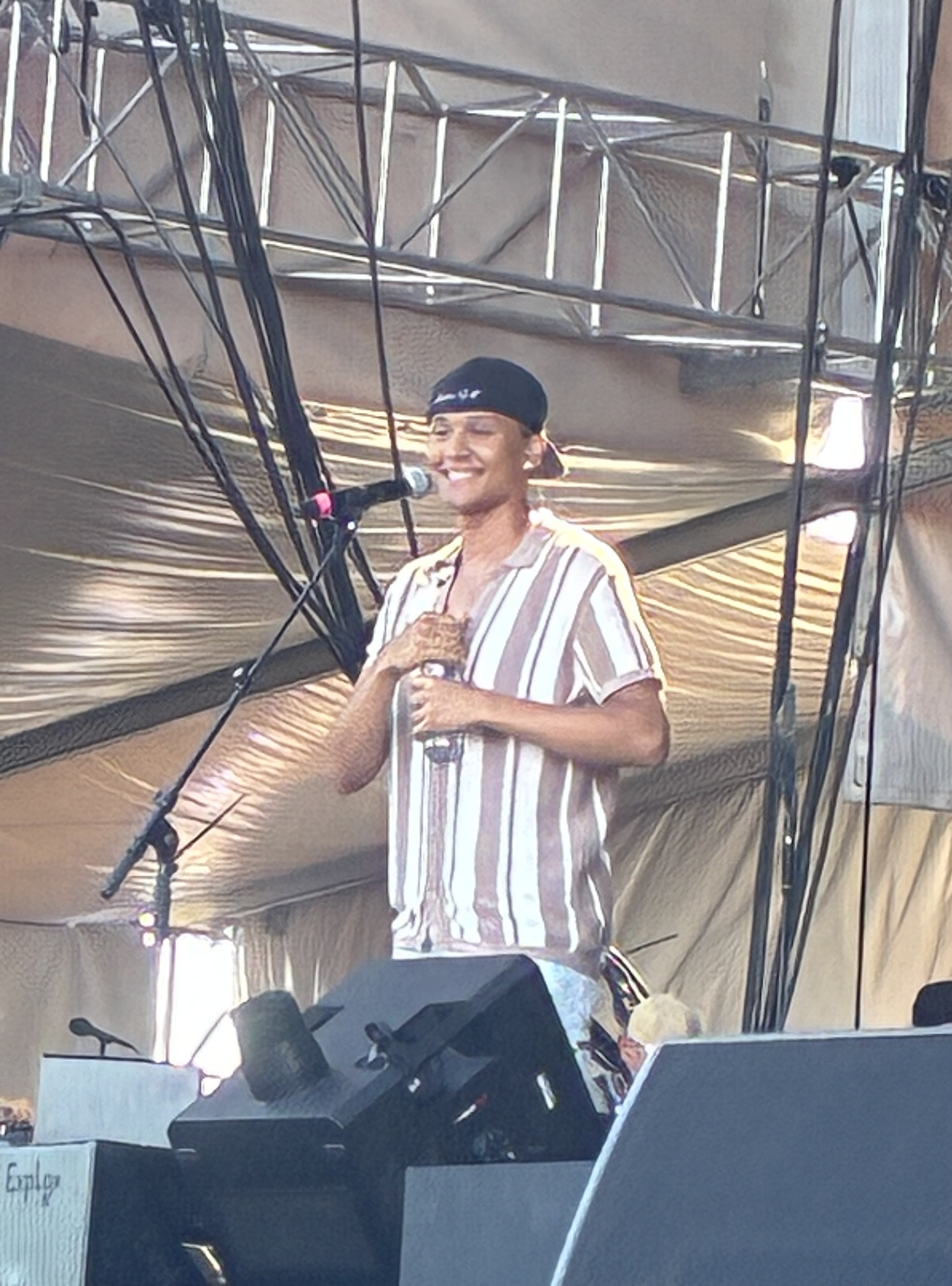
Jaden Swingewood, Sieger der siebzehnten Staffel, am 28. Juni 2025 in Köln

Die 17. Staffel wurde vom 5. bis 26. April 2025 ausgestrahlt. Die Jury bestand aus Dieter Bohlen, Bruce Darnell, Ekaterina Leonova und Tony Bauer. Moderatoren waren wiederum Victoria Swarovski und Jens „Knossi“ Knossalla. Das Saalpublikum wählte den 17-jährigen Duisburger Schüler Jayden Swingewood zum „Supertalent 2025“ und Gewinner von 50.000 Euro.
| Name (Alter)                      | Talent                                 | Goldener Buzzer gedrückt von    | Abstimmungs- ergebnis (Platz) |
| --------------------------------- | -------------------------------------- | ------------------------------- | ----------------------------- |
| Jayden Swingewood (17)            | Pop-Gesang                             | –                               | 1                             |
| Fab Fox (Fabian Blochberger (26)) | Teleportations- und Zeitreise-Illusion | Dieter Bohlen und Bruce Darnell | 2                             |
| Ashlee Rose Montague (34)         | Spitzentanz                            | –                               | 3                             |
| Viggo Venn (36)                   | Comedy                                 | Dieter Bohlen                   |                               |
| Lucky Kids                        | Pop-Gesang                             | Bruce Darnell                   |                               |
| Maximilian Bijak (14)             | Stuntscooter                           | Ekaterina Leonova               |                               |
| Avio Focolari (67)                | Kunstpfeifen                           | Dieter Bohlen und Tony Bauer    |                               |
| Solange Kardinaly (34)            | Quick-Change                           | –                               |                               |
| Anja Luna (Anja Habegger (27))    | Luftakrobatik mit Harfe                | –                               |                               |
| Alexander Leshchenko (36)         | Tanz in 3D-Projektion                  | –                               |                               |

## Zuschauerquoten
| Staffel    | Jahr | ø Zuschauer | 14 bis 49 Jahre | Marktanteil | 14 bis 49 Jahre |
| ---------- | ---- | ----------- | --------------- | ----------- | --------------- |
| Staffel 1  | 2007 | 5,00 Mio.   | 2,85 Mio.       | –           | 25,2 %          |
| Staffel 2  | 2008 | 4,64 Mio.   | 2,71 Mio.       | 15,8 %      | 23,9 %          |
| Staffel 3  | 2009 | 6,85 Mio.   | 4,00 Mio.       | 22,3 %      | 33,6 %          |
| Staffel 4  | 2010 | 7,93 Mio.   | 4,60 Mio.       | 25,7 %      | 38,4 %          |
| Staffel 5  | 2011 | 6,69 Mio.   | 3,67 Mio.       | 22,0 %      | 31,6 %          |
| Staffel 6  | 2012 | 5,05 Mio.   | 2,67 Mio.       | 16,6 %      | 23,7 %          |
| Staffel 7  | 2013 | 4,94 Mio.   | 2,67 Mio.       | 16,8 %      | 25,1 %          |
| Staffel 8  | 2014 | 4,41 Mio.   | 2,28 Mio.       | 15,0 %      | 21,8 %          |
| Staffel 9  | 2015 | 4,51 Mio.   | 2,16 Mio.       | 15,6 %      | 21,8 %          |
| Staffel 10 | 2016 | 4,31 Mio.   | 2,16 Mio.       | 15,1 %      | 22,9 %          |
| Staffel 11 | 2017 | 3,79 Mio.   | 1,79 Mio.       | 13,1 %      | 19,8 %          |
| Staffel 12 | 2018 | 3,82 Mio.   | 1,67 Mio.       | 13,3 %      | 19,2 %          |
| Staffel 13 | 2019 | 3,39 Mio.   | 1,44 Mio.       | 12,1 %      | 17,8 %          |
| Staffel 14 | 2020 | 2,95 Mio.   | 1,15 Mio.       | 09,6 %      | 13,7 %          |
| Staffel 15 | 2021 | 1,44 Mio.   | 0,50 Mio.       | 05,3 %      | 07,7 %          |
| Staffel 16 | 2024 | 2,37 Mio.   | 0,67 Mio.       | 09,5 %      | 13,0 %          |

| Folge        | Sendung      | Datum 2007   | Zuschauer Gesamt | 14 bis 49 Jahre | 14 bis 49 Jahre | Quelle |
| ------------ | ------------ | ------------ | ---------------- | --------------- | --------------- | ------ |
| 01           | Vorrunde     | 20. Okt.     | 4,42 Mio.        | 2,60 Mio.       | 23,4 %          | [ 63 ] |
| 02           | Vorrunde     | 27. Okt.     | 5,47 Mio.        | 3,19 Mio.       | 28,0 %          | [ 64 ] |
| 03           | Finale       | 3. Nov.      | 5,12 Mio.        | 2,77 Mio.       | 24,3 %          | [ 65 ] |
| Durchschnitt | Durchschnitt | Durchschnitt | 5,00 Mio.        | 2,85 Mio.       | 25,2 %          |        |

| Folge        | Sendung      | Datum 2008   | Zuschauer Gesamt | 14 bis 49 Jahre | Marktanteil Gesamt | 14 bis 49 Jahre | Quelle |
| ------------ | ------------ | ------------ | ---------------- | --------------- | ------------------ | --------------- | ------ |
| 01           | Vorrunde     | 18. Okt.     | 3,88 Mio.        | 2,33 Mio.       | 13,7 %             | 22,5 %          | [ 66 ] |
| 02           | Vorrunde     | 25. Okt.     | 4,98 Mio.        | 3,17 Mio.       | 17,0 %             | 28,0 %          | [ 67 ] |
| 03           | Vorrunde     | 1. Nov.      | 5,57 Mio.        | 3,09 Mio.       | 18,1 %             | 25,8 %          | [ 68 ] |
| 04           | Vorrunde     | 8. Nov.      | 4,93 Mio.        | 2,99 Mio.       | 16,8 %             | 26,9 %          | [ 69 ] |
| 05           | Halbfinale   | 15. Nov.     | 5,55 Mio.        | 3,09 Mio.       | 18,8 %             | 26,2 %          | [ 70 ] |
| 06           | Halbfinale   | 22. Nov.     | 6,14 Mio.        | 3,59 Mio.       | 21,3 %             | 31,1 %          | [ 71 ] |
| 07           | Finale       | 29. Nov.     | 6,10 Mio.        | 3,45 Mio.       | 20,6 %             | 30,4 %          | [ 72 ] |
| Durchschnitt | Durchschnitt | Durchschnitt | 4,64 Mio.        | 2,71 Mio.       | 15,8 %             | 23,9 %          |        |

| Folge        | Sendung       | Datum 2009   | Zuschauer Gesamt | 14 bis 49 Jahre | Marktanteil Gesamt | 14 bis 49 Jahre | Quelle |
| ------------ | ------------- | ------------ | ---------------- | --------------- | ------------------ | --------------- | ------ |
| 01           | Vorrunde      | 16. Okt.     | 6,73 Mio.        | 4,03 Mio.       | 22,3 %             | 34,0 %          | [ 73 ] |
| 02           | Vorrunde      | 17. Okt.     | 6,72 Mio.        | 4,15 Mio.       | 22,3 %             | 35,6 %          | [ 74 ] |
| 03           | Vorrunde      | 24. Okt.     | 7,57 Mio.        | 4,43 Mio.       | 24,6 %             | 37,5 %          | [ 75 ] |
| 04           | Vorrunde      | 31. Okt.     | 6,58 Mio.        | 4,02 Mio.       | 21,9 %             | 35,2 %          | [ 76 ] |
| 05           | Vorrunde      | 7. Nov.      | 6,17 Mio.        | 3,69 Mio.       | 18,8 %             | 29,4 %          | [ 77 ] |
| 06           | Vorrunde      | 14. Nov.     | 7,97 Mio.        | 4,63 Mio.       | 25,3 %             | 37,5 %          | [ 78 ] |
| 07           | Vorrunde      | 21. Nov.     | 7,54 Mio.        | 4,44 Mio.       | 24,5 %             | 37,4 %          | [ 79 ] |
| 08           | 1. Halbfinale | 28. Nov.     | 6,51 Mio.        | 3,58 Mio.       | 21,2 %             | 32,0 %          | [ 80 ] |
| 09           | 2. Halbfinale | 5. Dez.      | 5,82 Mio.        | 3,43 Mio.       | 19,4 %             | 28,3 %          | [ 81 ] |
| 10           | 3. Halbfinale | 12. Dez.     | 6,43 Mio.        | 3,46 Mio.       | 21,5 %             | 30,8 %          | [ 82 ] |
| 11           | Finale        | 19. Dez.     | 7,36 Mio.        | 4,09 Mio.       | 23,3 %             | 31,8 %          | [ 83 ] |
| Durchschnitt | Durchschnitt  | Durchschnitt | 6,85 Mio.        | 4,00 Mio.       | 22,3 %             | 33,6 %          |        |

| Folge        | Sendung       | Datum 2010   | Zuschauer Gesamt | 14 bis 49 Jahre | Marktanteil Gesamt | 14 bis 49 Jahre | Quelle |
| ------------ | ------------- | ------------ | ---------------- | --------------- | ------------------ | --------------- | ------ |
| 01           | Vorrunde      | 24. Sep.     | 7,43 Mio.        | 4,49 Mio.       | 24,1 %             | 36,8 %          | [ 84 ] |
| 02           | Vorrunde      | 25. Sep.     | 7,74 Mio.        | 4,45 Mio.       | 25,8 %             | 38,3 %          | [ 85 ] |
| 03           | Vorrunde      | 2. Okt.      | 7,19 Mio.        | 4,15 Mio.       | 23,6 %             | 34,9 %          | [ 86 ] |
| 04           | Vorrunde      | 9. Okt.      | 7,82 Mio.        | 4,57 Mio.       | 26,2 %             | 39,4 %          | [ 87 ] |
| 05           | Vorrunde      | 16. Okt.     | 8,16 Mio.        | 4,91 Mio.       | 25,8 %             | 40,1 %          | [ 88 ] |
| 06           | Vorrunde      | 23. Okt.     | 8,09 Mio.        | 4,47 Mio.       | 25,5 %             | 36,0 %          | [ 89 ] |
| 07           | Vorrunde      | 30. Okt.     | 8,42 Mio.        | 4,89 Mio.       | 27,7 %             | 42,1 %          | [ 90 ] |
| 08           | Vorrunde      | 6. Nov.      | 7,74 Mio.        | 4,44 Mio.       | 24,2 %             | 34,8 %          | [ 91 ] |
| 09           | Vorrunde      | 13. Nov.     | 8,51 Mio.        | 4,85 Mio.       | 27,4 %             | 40,4 %          | [ 92 ] |
| 10           | Vorrunde      | 20. Nov.     | 8,17 Mio.        | 4,74 Mio.       | 27,0 %             | 40,7 %          | [ 93 ] |
| 11           | 1. Halbfinale | 27. Nov.     | 7,74 Mio.        | 4,54 Mio.       | 25,2 %             | 37,3 %          | [ 94 ] |
| 12           | 2. Halbfinale | 4. Dez.      | 8,34 Mio.        | 4,75 Mio.       | 26,3 %             | 37,8 %          | [ 95 ] |
| 13           | 3. Halbfinale | 11. Dez.     | 7,71 Mio.        | 4,60 Mio.       | 25,0 %             | 38,3 %          | [ 96 ] |
| 14           | 4. Halbfinale | 15. Dez.     | 6,93 Mio.        | 4,12 Mio.       | 21,2 %             | 30,9 %          | [ 97 ] |
| 15           | Finale        | 18. Dez.     | 8,23 Mio.        | 4,76 Mio.       | 25,5 %             | 36,4 %          | [ 98 ] |
| Durchschnitt | Durchschnitt  | Durchschnitt | 7,93 Mio.        | 4,60 Mio.       | 25,7 %             | 38,4 %          |        |

| Folge        | Sendung       | Datum 2011   | Zuschauer Gesamt | 14 bis 49 Jahre | Marktanteil Gesamt | 14 bis 49 Jahre | Quelle  |
| ------------ | ------------- | ------------ | ---------------- | --------------- | ------------------ | --------------- | ------- |
| 01           | Vorrunde      | 16. Sep.     | 7,34 Mio.        | 4,15 Mio.       | 25,2 %             | 36,5 %          | [ 99 ]  |
| 02           | Vorrunde      | 17. Sep.     | 7,22 Mio.        | 4,05 Mio.       | 25,8 %             | 37,3 %          | [ 100 ] |
| 03           | Vorrunde      | 24. Sep.     | 7,71 Mio.        | 4,48 Mio.       | 26,8 %             | 40,7 %          | [ 101 ] |
| 04           | Vorrunde      | 1. Okt.      | 6,52 Mio.        | 3,63 Mio.       | 23,3 %             | 35,1 %          | [ 102 ] |
| 05           | Vorrunde      | 8. Okt.      | 6,28 Mio.        | 3,34 Mio.       | 20,0 %             | 26,9 %          | [ 103 ] |
| 06           | Vorrunde      | 15. Okt.     | 7,22 Mio.        | 4,11 Mio.       | 24,1 %             | 35,7 %          | [ 104 ] |
| 07           | Vorrunde      | 22. Okt.     | 7,55 Mio.        | 4,37 Mio.       | 24,7 %             | 37,6 %          | [ 105 ] |
| 08           | Vorrunde      | 29. Okt.     | 7,44 Mio.        | 4,14 Mio.       | 23,9 %             | 35,3 %          | [ 106 ] |
| 09           | Vorrunde      | 5. Nov.      | 6,40 Mio.        | 3,49 Mio.       | 20,2 %             | 28,1 %          | [ 107 ] |
| 10           | Vorrunde      | 12. Nov.     | 6,94 Mio.        | 3,59 Mio.       | 21,7 %             | 29,9 %          | [ 108 ] |
| 11           | Vorrunde      | 19. Nov.     | 7,29 Mio.        | 3,98 Mio.       | 23,1 %             | 32,9 %          | [ 109 ] |
| 12           | Vorrunde      | 24. Nov.     | 5,83 Mio.        | 2,99 Mio.       | 18,1 %             | 22,8 %          | [ 110 ] |
| 13           | Vorrunde      | 26. Nov.     | 6,03 Mio.        | 3,26 Mio.       | 19,5 %             | 28,6 %          | [ 111 ] |
| 14           | 1. Halbfinale | 3. Dez.      | 4,85 Mio.        | 2,52 Mio.       | 15,0 %             | 20,2 %          | [ 112 ] |
| 15           | 2. Halbfinale | 10. Dez.     | 5,90 Mio.        | 3,22 Mio.       | 20,4 %             | 29,0 %          | [ 113 ] |
| 16           | Finale        | 17. Dez.     | 6,45 Mio.        | 3,34 Mio.       | 20,8 %             | 28,2 %          | [ 114 ] |
| Durchschnitt | Durchschnitt  | Durchschnitt | 6,69 Mio.        | 3,67 Mio.       | 22,0 %             | 31,6 %          |         |

| Folge        | Sendung       | Datum 2012   | Zuschauer Gesamt | 14 bis 49 Jahre | Marktanteil Gesamt | 14 bis 49 Jahre | Quelle  |
| ------------ | ------------- | ------------ | ---------------- | --------------- | ------------------ | --------------- | ------- |
| 01           | Vorrunde      | 15. Sep.     | 6,34 Mio.        | 3,39 Mio.       | 22,0 %             | 32,3 %          | [ 115 ] |
| 02           | Vorrunde      | 22. Sep.     | 5,28 Mio.        | 2,89 Mio.       | 17,9 %             | 26,7 %          | [ 116 ] |
| 03           | Vorrunde      | 29. Sep.     | 6,09 Mio.        | 3,33 Mio.       | 21,1 %             | 32,1 %          | [ 117 ] |
| 04           | Vorrunde      | 6. Okt.      | 4,57 Mio.        | 2,64 Mio.       | 14,1 %             | 20,8 %          | [ 118 ] |
| 05           | Vorrunde      | 13. Okt.     | 5,45 Mio.        | 3,08 Mio.       | 17,8 %             | 27,3 %          | [ 119 ] |
| 06           | Vorrunde      | 20. Okt.     | 5,15 Mio.        | 2,61 Mio.       | 17,3 %             | 23,8 %          | [ 120 ] |
| 07           | Vorrunde      | 27. Okt.     | 5,40 Mio.        | 2,93 Mio.       | 17,4 %             | 25,6 %          | [ 121 ] |
| 08           | Vorrunde      | 3. Nov.      | 4,50 Mio.        | 2,32 Mio.       | 13,8 %             | 17,9 %          | [ 122 ] |
| 09           | Vorrunde      | 10. Nov.     | 5,43 Mio.        | 2,79 Mio.       | 17,5 %             | 24,8 %          | [ 123 ] |
| 10           | Vorrunde      | 17. Nov.     | 4,89 Mio.        | 2,48 Mio.       | 15,6 %             | 20,9 %          | [ 124 ] |
| 11           | Vorrunde      | 24. Nov.     | 4,49 Mio.        | 2,22 Mio.       | 14,6 %             | 19,4 %          | [ 125 ] |
| 12           | 1. Halbfinale | 1. Dez.      | 4,87 Mio.        | 2,57 Mio.       | 16,4 %             | 23,4 %          | [ 126 ] |
| 13           | 2. Halbfinale | 8. Dez.      | 3,83 Mio.        | 1,94 Mio.       | 12,3 %             | 17,0 %          | [ 127 ] |
| 14           | Finale        | 15. Dez.     | 4,34 Mio.        | 2,14 Mio.       | 14,6 %             | 19,3 %          | [ 128 ] |
| Durchschnitt | Durchschnitt  | Durchschnitt | 5,05 Mio.        | 2,67 Mio.       | 16,6 %             | 23,7 %          |         |

| Folge        | Sendung       | Datum         | Zuschauer Gesamt | 14 bis 49 Jahre | Marktanteil Gesamt | 14 bis 49 Jahre | Quelle          |
| ------------ | ------------- | ------------- | ---------------- | --------------- | ------------------ | --------------- | --------------- |
| 01           | Vorrunde      | 28. Sep. 2013 | 4,80 Mio.        | 2,75 Mio.       | 16,8 %             | 27,3 %          | [ 129 ]         |
| 02           | Vorrunde      | 4. Okt. 2013  | 6,06 Mio.        | 3,41 Mio.       | 20,4 %             | 31,3 %          | [ 130 ]         |
| 03           | Vorrunde      | 12. Okt. 2013 | 5,60 Mio.        | 3,18 Mio.       | 18,9 %             | 30,3 %          | [ 131 ]         |
| 04           | Vorrunde      | 19. Okt. 2013 | 5,14 Mio.        | 2,76 Mio.       | 17,1 %             | 25,2 %          | [ 132 ]         |
| 05           | Vorrunde      | 26. Okt. 2013 | 5,74 Mio.        | 3,22 Mio.       | 19,5 %             | 30,4 %          | [ 133 ] [ 134 ] |
| 06           | Vorrunde      | 2. Nov. 2013  | 5,21 Mio.        | 2,81 Mio.       | 16,9 %             | 24,7 %          | [ 135 ] [ 136 ] |
| 07           | Vorrunde      | 9. Nov. 2013  | 4,86 Mio.        | 2,56 Mio.       | 16,2 %             | 23,9 %          | [ 137 ]         |
| 08           | Vorrunde      | 16. Nov. 2013 | 4,94 Mio.        | 2,76 Mio.       | 16,1 %             | 24,5 %          | [ 138 ]         |
| 09           | Vorrunde      | 23. Nov. 2013 | 4,62 Mio.        | 2,36 Mio.       | 15,0 %             | 21,4 %          | [ 139 ] [ 140 ] |
| 10           | 1. Halbfinale | 30. Nov. 2013 | 3,95 Mio.        | 2,08 Mio.       | 14,5 %             | 21,0 %          | [ 141 ] [ 142 ] |
| 11           | 2. Halbfinale | 7. Dez. 2013  | 3,96 Mio.        | 2,04 Mio.       | 14,5 %             | 21,1 %          | [ 143 ]         |
| 12           | Finale        | 14. Dez. 2013 | 4,44 Mio.        | 2,12 Mio.       | 15,9 %             | 20,5 %          | [ 144 ]         |
| Durchschnitt | Durchschnitt  | Durchschnitt  | 4,94 Mio.        | 2,67 Mio.       | 16,8 %             | 25,1 %          |                 |

| Folge                             | Sendung                           | Datum                             | Zuschauer Gesamt | 14 bis 49 Jahre | Marktanteil Gesamt | 14 bis 49 Jahre | Quelle  |
| --------------------------------- | --------------------------------- | --------------------------------- | ---------------- | --------------- | ------------------ | --------------- | ------- |
| 01                                | Vorrunde                          | 27. Sep. 2014                     | 4,96 Mio.        | 2,81 Mio.       | 17,7 %             | 28,3 %          | [ 145 ] |
| 02                                | Vorrunde                          | 4. Okt. 2014                      | 4,86 Mio.        | 2,60 Mio.       | 17,3 %             | 25,2 %          | [ 146 ] |
| 03                                | Vorrunde                          | 10. Okt. 2014                     | 4,67 Mio.        | 2,50 Mio.       | 16,6 %             | 24,6 %          | [ 147 ] |
| 04                                | Vorrunde                          | 18. Okt. 2014                     | 4,64 Mio.        | 2,52 Mio.       | 15,7 %             | 24,8 %          | [ 148 ] |
| 05                                | Vorrunde                          | 25. Okt. 2014                     | 4,92 Mio.        | 2,67 Mio.       | 16,0 %             | 24,7 %          | [ 149 ] |
| 06                                | Vorrunde                          | 1. Nov. 2014                      | 5,10 Mio.        | 2,78 Mio.       | 16,3 %             | 24,8 %          | [ 150 ] |
| 07                                | Vorrunde                          | 8. Nov. 2014                      | 4,62 Mio.        | 2,49 Mio.       | 15,6 %             | 23,0 %          | [ 151 ] |
| 08                                | Vorrunde                          | 15. Nov. 2014                     | 4,09 Mio.        | 2,18 Mio.       | 13,1 %             | 19,6 %          | [ 152 ] |
| 09                                | Vorrunde                          | 22. Nov. 2014                     | 4,14 Mio.        | 2,01 Mio.       | 13,9 %             | 19,0 %          | [ 153 ] |
| 10                                | Vorrunde                          | 29. Nov. 2014                     | 4,01 Mio.        | 1,91 Mio.       | 13,6 %             | 18,7 %          | [ 154 ] |
| 11                                | Vorrunde                          | 6. Dez. 2014                      | 3,68 Mio.        | 1,78 Mio.       | 12,8 %             | 17,9 %          | [ 155 ] |
| 12                                | Vorrunde                          | 13. Dez. 2014                     | 3,35 Mio.        | 1,59 Mio.       | 11,3 %             | 15,0 %          | [ 156 ] |
| 13                                | Finale                            | 20. Dez. 2014                     | 4,21 Mio.        | 1,92 Mio.       | 15,2 %             | 19,1 %          | [ 157 ] |
| Dieters 30 Sternstunden           | Dieters 30 Sternstunden           | 27. Dez. 2014                     | 3,09 Mio.        | 1,53 Mio.       | 10,0 %             | 14,0 %          | [ 158 ] |
| Durchschnitt (Vorrunden + Finale) | Durchschnitt (Vorrunden + Finale) | Durchschnitt (Vorrunden + Finale) | 4,41 Mio.        | 2,28 Mio.       | 15,0 %             | 21,8 %          |         |

| Folge        | Sendung      | Datum 2015   | Zuschauer Gesamt | 14 bis 49 Jahre | Marktanteil Gesamt | 14 bis 49 Jahre | Quelle          |
| ------------ | ------------ | ------------ | ---------------- | --------------- | ------------------ | --------------- | --------------- |
| 01           | Vorrunde     | 19. Sep.     | 4,47 Mio.        | 2,36 Mio.       | 16,2 %             | 25,0 %          | [ 159 ]         |
| 02           | Vorrunde     | 26. Sep.     | 4,36 Mio.        | 2,05 Mio.       | 16,1 %             | 21,4 %          | [ 160 ]         |
| 03           | Vorrunde     | 3. Okt.      | 4,61 Mio.        | 2,33 Mio.       | 16,2 %             | 22,9 %          | [ 161 ]         |
| 04           | Vorrunde     | 10. Okt.     | 4,53 Mio.        | 2,34 Mio.       | 15,6 %             | 23,0 %          | [ 162 ]         |
| 05           | Vorrunde     | 17. Okt.     | 4,29 Mio.        | 2,06 Mio.       | 14,3 %             | 20,4 %          | [ 163 ] [ 164 ] |
| 06           | Vorrunde     | 24. Okt.     | 4,43 Mio.        | 2,00 Mio.       | 15,1 %             | 20,5 %          | [ 165 ]         |
| 07           | Vorrunde     | 31. Okt.     | 4,27 Mio.        | 2,01 Mio.       | 14,3 %             | 19,9 %          | [ 166 ]         |
| 08           | Vorrunde     | 7. Nov.      | 4,84 Mio.        | 2,24 Mio.       | 16,8 %             | 22,7 %          | [ 167 ]         |
| 09           | Vorrunde     | 14. Nov.     | 4,96 Mio.        | 2,29 Mio.       | 17,1 %             | 22,1 %          | [ 168 ]         |
| 10           | Vorrunde     | 21. Nov.     | 4,19 Mio.        | 2,05 Mio.       | 13,7 %             | 19,3 %          | [ 169 ]         |
| 11           | Vorrunde     | 28. Nov.     | 4,74 Mio.        | 2,33 Mio.       | 15,5 %             | 23,3 %          | [ 170 ]         |
| 12           | Vorrunde     | 5. Dez.      | 4,59 Mio.        | 2,30 Mio.       | 16,1 %             | 23,8 %          | [ 171 ]         |
| 13           | Vorrunde     | 11. Dez.     | 3,77 Mio.        | 1,66 Mio.       | 12,5 %             | 16,9 %          | [ 172 ]         |
| 14           | Finale       | 12. Dez.     | 4,50 Mio.        | 2,11 Mio.       | 16,9 %             | 22,7 %          | [ 173 ]         |
| Durchschnitt | Durchschnitt | Durchschnitt | 4,51 Mio.        | 2,16 Mio.       | 15,6 %             | 21,8 %          |                 |

| Folge        | Sendung      | Datum 2016   | Zuschauer Gesamt | 14 bis 49 Jahre | Marktanteil Gesamt | 14 bis 49 Jahre | Quelle  |
| ------------ | ------------ | ------------ | ---------------- | --------------- | ------------------ | --------------- | ------- |
| 01           | Vorrunde     | 10. Sep.     | 4,16 Mio.        | 2,14 Mio.       | 17,5 %             | 27,6 %          | [ 174 ] |
| 02           | Vorrunde     | 17. Sep.     | 4,34 Mio.        | 2,32 Mio.       | 15,2 %             | 24,2 %          | [ 175 ] |
| 03           | Vorrunde     | 24. Sep.     | 4,89 Mio.        | 2,42 Mio.       | 18,5 %             | 28,2 %          | [ 176 ] |
| 04           | Vorrunde     | 1. Okt.      | 4,60 Mio.        | 2,32 Mio.       | 16,4 %             | 25,5 %          | [ 177 ] |
| 05           | Vorrunde     | 15. Okt.     | 3,98 Mio.        | 2,06 Mio.       | 13,6 %             | 21,5 %          | [ 178 ] |
| 06           | Vorrunde     | 22. Okt.     | 4,46 Mio.        | 2,36 Mio.       | 15,1 %             | 23,1 %          | [ 179 ] |
| 07           | Vorrunde     | 29. Okt.     | 4,47 Mio.        | 2,28 Mio.       | 14,6 %             | 22,3 %          | [ 180 ] |
| 08           | Vorrunde     | 5. Nov.      | 4,52 Mio.        | 2,29 Mio.       | 15,4 %             | 23,2 %          | [ 181 ] |
| 09           | Vorrunde     | 12. Nov.     | 4,41 Mio.        | 2,05 Mio.       | 14,8 %             | 20,3 %          | [ 182 ] |
| 10           | Vorrunde     | 19. Nov.     | 4,83 Mio.        | 2,29 Mio.       | 15,9 %             | 22,7 %          | [ 183 ] |
| 11           | Vorrunde     | 26. Nov.     | 3,91 Mio.        | 2,01 Mio.       | 13,6 %             | 22,4 %          | [ 184 ] |
| 12           | Vorrunde     | 3. Dez.      | 4,01 Mio.        | 2,04 Mio.       | 13,9 %             | 21,7 %          | [ 185 ] |
| 13           | Vorrunde     | 12. Dez.     | 3,74 Mio.        | 1,77 Mio.       | 13,3 %             | 19,2 %          | [ 186 ] |
| 14           | Finale       | 17. Dez.     | 4,05 Mio.        | 1,95 Mio.       | 14,6 %             | 21,2 %          | [ 187 ] |
| Durchschnitt | Durchschnitt | Durchschnitt | 4,31 Mio.        | 2,16 Mio.       | 15,1 %             | 22,9 %          | [ 188 ] |

| Folge        | Sendung                          | Datum 2017   | Zuschauer Gesamt | 14 bis 49 Jahre | Marktanteil Gesamt | 14 bis 49 Jahre | Quelle  |
| ------------ | -------------------------------- | ------------ | ---------------- | --------------- | ------------------ | --------------- | ------- |
| 01           | Vorrunde                         | 16. Sep.     | 3,85 Mio.        | 1,95 Mio.       | 14,2 %             | 22,4 %          | [ 189 ] |
| 02           | Vorrunde                         | 23. Sep.     | 3,88 Mio.        | 1,80 Mio.       | 14,6 %             | 22,3 %          | [ 190 ] |
| 03           | Vorrunde                         | 30. Sep.     | 3,71 Mio.        | 1,80 Mio.       | 13,9 %             | 21,8 %          | [ 191 ] |
| 04           | Vorrunde                         | 7. Okt.      | 4,23 Mio.        | 2,08 Mio.       | 14,5 %             | 23,4 %          | [ 192 ] |
| 05           | Vorrunde                         | 14. Okt.     | 3,86 Mio.        | 1,75 Mio.       | 13,8 %             | 20,8 %          | [ 193 ] |
| 06           | Vorrunde                         | 21. Okt.     | 3,91 Mio.        | 1,94 Mio.       | 13,2 %             | 20,8 %          | [ 194 ] |
| 07           | Vorrunde                         | 28. Okt.     | 4,13 Mio.        | 1,81 Mio.       | 13,9 %             | 19,8 %          | [ 195 ] |
| 08           | Vorrunde                         | 4. Nov.      | 3,62 Mio.        | 1,59 Mio.       | 12,4 %             | 17,6 %          | [ 196 ] |
| 09           | Vorrunde                         | 11. Nov.     | 4,75 Mio.        | 2,19 Mio.       | 15,7 %             | 23,8 %          | [ 197 ] |
| 10           | Vorrunde                         | 18. Nov.     | 4,20 Mio.        | 1,87 Mio.       | 13,7 %             | 19,1 %          | [ 198 ] |
| 11           | Vorrunde                         | 25. Nov.     | 3,59 Mio.        | 1,75 Mio.       | 12,0 %             | 18,3 %          | [ 199 ] |
| 12           | Vorrunde                         | 2. Dez.      | 3,42 Mio.        | 1,57 Mio.       | 11,5 %             | 16,6 %          | [ 200 ] |
| 13           | Kampf um die letzten Finalplätze | 9. Dez.      | 3,03 Mio.        | 1,40 Mio.       | 10,6 %             | 15,8 %          | [ 201 ] |
| 14           | Finale                           | 16. Dez.     | 3,36 Mio.        | 1,34 Mio.       | 12,5 %             | 16,8 %          | [ 202 ] |
| Durchschnitt | Durchschnitt                     | Durchschnitt | 3,82 Mio.        | 1,77 Mio.       | 13,3 %             | 20,0 %          | [ 203 ] |

| Folge | Sendung  | Datum 2018 | Zuschauer Gesamt | 14 bis 49 Jahre | Marktanteil Gesamt | 14 bis 49 Jahre | Quelle  |
| ----- | -------- | ---------- | ---------------- | --------------- | ------------------ | --------------- | ------- |
| 01    | Vorrunde | 15. Sep.   | 4,02 Mio.        | 1,76 Mio.       | 15,4 %             | 22,0 %          | [ 204 ] |
| 02    | Vorrunde | 22. Sep.   | 4,03 Mio.        | 1,78 Mio.       | 14,2 %             | 20,0 %          | [ 205 ] |
| 03    | Vorrunde | 29. Sep.   | 3,66 Mio.        | 1,63 Mio.       | 13,2 %             | 19,6 %          | [ 206 ] |
| 04    | Vorrunde | 6. Okt.    | 3,91 Mio.        | 1,87 Mio.       | 14,1 %             | 22,0 %          | [ 207 ] |
| 05    | Vorrunde | 20. Okt.   | 3,81 Mio.        | 1,81 Mio.       | 12,8 %             | 19,5 %          | [ 208 ] |
| 06    | Vorrunde | 27. Okt.   | 3,94 Mio.        | 1,73 Mio.       | 13,5 %             | 19,8 %          | [ 209 ] |
| 07    | Vorrunde | 3. Nov.    | 3,74 Mio.        | 1,66 Mio.       | 12,9 %             | 18,7 %          | [ 210 ] |
| 08    | Vorrunde | 10. Nov.   | 3,86 Mio.        | 1,63 Mio.       | 13,2 %             | 19,6 %          | [ 211 ] |
| 09    | Vorrunde | 17. Nov.   | 4,04 Mio.        | 1,66 Mio.       | 14,0 %             | 19,4 %          | [ 212 ] |
| 10    | Vorrunde | 24. Nov.   |                  |                 |                    |                 |         |
| 11    | Vorrunde | 1. Dez.    |                  |                 |                    |                 |         |
| 12    | Vorrunde | 8. Dez.    |                  |                 |                    |                 |         |
| 13    | Vorrunde | 15. Dez.   |                  |                 |                    |                 |         |
| 14    | Finale   | 22. Dez.   | 3,78 Mio.        | 1,57 Mio.       | 13,6 %             | 18,2 %          | [ 213 ] |

| Folge | Sendung                | Datum 2020 | Zuschauer Gesamt | 14 bis 49 Jahre | Marktanteil Gesamt | 14 bis 49 Jahre | Quelle  |
| ----- | ---------------------- | ---------- | ---------------- | --------------- | ------------------ | --------------- | ------- |
| 01    | Vorrunde               | 17. Okt.   | 3,33 Mio.        | 1,28 Mio.       | 11,8 %             | 17,1 %          | [ 214 ] |
| 02    | Vorrunde               | 24. Okt.   | 3,02 Mio.        | 1,28 Mio.       | 10,1 %             | 16,4 %          | [ 215 ] |
| 03    | Vorrunde               | 31. Okt.   | 3,09 Mio.        | 1,19 Mio.       | 10,5 %             | 15,0 %          | [ 216 ] |
| 04    | Vorrunde               | 7. Nov.    | 3,65 Mio.        | 1,40 Mio.       | 11,4 %             | 15,6 %          | [ 217 ] |
| 05    | Vorrunde               | 21. Nov.   | 2,75 Mio.        | 1,16 Mio.       | 8,9 %              | 14,1 %          | [ 218 ] |
| 06    | Vorrunde               | 28. Nov.   | 3,03 Mio.        | 1,14 Mio.       | 9,3 %              | 12,8 %          | [ 219 ] |
| 07    | Vorrunde               | 5. Dez.    | 2,69 Mio.        | 1,14 Mio.       | 8,7 %              | 11,5 %          | [ 220 ] |
| 08    | Vorrunde               | 10. Dez.   | 2,32 Mio.        | 1,02 Mio.       | 7,6 %              | 12,6 %          | [ 221 ] |
| 09    | Vorrunde               | 12. Dez.   | 3,04 Mio.        | 1,09 Mio.       | 9,4 %              | 12,4 %          | [ 222 ] |
| 10    | Vorrunde Zwischenrunde | 17. Dez.   | 2,70 Mio.        | 0,97 Mio.       | 8,6 %              | 11,4 %          | [ 223 ] |
| 11    | Finale                 | 19. Dez.   | 2,82 Mio.        | 0,95 Mio.       | 9,5 %              | 11,2 %          | [ 224 ] |

| Folge                                                                                   | Sendung    | Datum 2021 | Zuschauer Gesamt | 14 bis 49 Jahre | Marktanteil Gesamt | 14 bis 49 Jahre | Quelle  |
| --------------------------------------------------------------------------------------- | ---------- | ---------- | ---------------- | --------------- | ------------------ | --------------- | ------- |
| 01                                                                                      | Vorrunde   | 2. Okt.    | 2,28 Mio.        | 0,87 Mio.       | 8,8 %              | 14,6 %          | [ 225 ] |
| 02                                                                                      | Vorrunde   | 9. Okt.    | 1,77 Mio.        | 0,53 Mio.       | 6,9 %              | 9,4 %           | [ 226 ] |
| 03                                                                                      | Vorrunde   | 16. Okt.   | 1,35 Mio.        | 0,44 Mio.       | 4,8 %              | 6,1 %           | [ 227 ] |
| 04                                                                                      | Vorrunde   | 23. Okt.   | 1,47 Mio.        | 0,60 Mio.       | 5,7 %              | 9,0 %           | [ 228 ] |
| 05                                                                                      | Vorrunde   | 30. Okt.   | 1,35 Mio.        | 0,44 Mio.       | 5,0 %              | 7,1 %           | [ 229 ] |
| 06                                                                                      | Vorrunde   | 6. Nov.    | 0,87 Mio.        | 0,26 Mio.       | 2,4 %              | 2,9 %           | [ 230 ] |
| 07                                                                                      | Vorrunde   | 13. Nov.   | 1,45 Mio.        | 0,50 Mio.       | 5,2 %              | 7,6 %           | [ 231 ] |
| 08                                                                                      | Halbfinale | 27. Nov.   | 1,34 Mio.        | 0,53 Mio.       | 4,8 %              | 8,1 %           | [ 231 ] |
| 09                                                                                      | Halbfinale | 4. Dez.    | 1,18 Mio.        | 0,37 Mio.       | 4,4 %              | 5,7 %           | [ 231 ] |
| 10                                                                                      | Finale     | 11. Dez.   | 1,30 Mio.        | 0,43 Mio.       | 4,8 %              | 6,5 %           | [ 231 ] |
| Die Sendung vom 6. November stand in Konkurrenz zur ZDF-Neuauflage von Wetten, dass..?. |            |            |                  |                 |                    |                 |         |

| Folge | Sendung  | Datum 2024 | Zuschauer Gesamt | 14 bis 49 Jahre | Marktanteil Gesamt | 14 bis 49 Jahre | Quelle  |
| ----- | -------- | ---------- | ---------------- | --------------- | ------------------ | --------------- | ------- |
| 1     | Vorrunde | 27. Jan.   | 2,78 Mio.        | 0,78 Mio.       | 10,9 %             | 14,4 %          | [ 232 ] |
| 2     | Vorrunde | 3. Feb.    | 2,27 Mio.        | 0,67 Mio.       | 8,7 %              | 13,0 %          | [ 232 ] |
| 3     | Vorrunde | 10. Feb.   | 2,28 Mio.        | 0,64 Mio.       | 9,7 %              | 12,8 %          | [ 232 ] |
| 4     | Finale   | 17. Feb.   | 2,13 Mio.        | 0,58 Mio.       | 8,8 %              | 11,7 %          | [ 232 ] |

## Kritik
Kritisiert wird eine „völlige Anspruchslosigkeit“ des Formats, die es mit ähnlichen Sendungen, wie Deutschland sucht den Superstar (DSDS) teile. Außerdem wird schon von der Jury negativ bewertet, dass teilweise zu junge Kinder an den Vorstellungen teilnehmen. Teilweise wird die Vielfalt der Aufführungen positiv empfunden.

Speziell in der zweiten Staffel wurde Kritik laut, RTL begünstige den letztendlichen Sieger Hirte, mit dem bereits Plattenaufnahmen abgeschlossen waren. So durfte Hirte zweimal in Folge als Letzter spielen, was wahrscheinlich die günstigste Position darstellt. Ferner hatte offenbar nicht nur RTL, sondern auch die Bild-Zeitung in ihrer Berichterstattung ein stärkeres Augenmerk auf die Lebensgeschichte der Teilnehmenden gerichtet als auf Talente im eigentlichen Sinne.
Für Quotenmeter.de schrieb Christian Richter: „[…] Die Darbietungen werden in der 3. Staffel künstlich in die Länge gezogen […]. Jeder Bewerber erhält nun seinen eigenen überflüssigen Einspieler und darf darin unterlegt mit dramatischer Klaviermusik seine persönliche (Leidens-)Geschichte erzählen. Beim Auftritt wird danach jedes noch so kleine Zögern der Jury mit einem brachialen Paukenschlag, schier endloser Stille und einem künstlichen Herzschlag verstärkt. Billiger und einfallsloser kann man Spannung und Gefühle nicht inszenieren. Wenn eine Nummer dann irgendwann vorbei ist, folgen unzählige Wiederholungen aus allen Perspektiven in plumper Schwarz-Weiß-Optik. Ein winziger Auftritt kann so auf eine Viertelstunde ausgeweitet werden. So haben in den zweistündigen Ausgaben erschreckend wenig Bewerber Platz. Völlig unnötig, haben sich doch in diesem Jahr fast 41.000 Menschen beworben. Wo sind die bloß alle geblieben? Was haben persönliche Schicksalsschläge überhaupt mit der Bewertung eines Talents zu tun? Wieso müssen diese derart öffentlich breit getreten werden? Ohne den Verlust eines geliebten Menschens [sic] oder einer unheilbaren Krankheit, scheint kein Kandidat mehr in die Show kommen zu können. Dabei ist man doch auf der Suche nach herausragenden Leistungen und nicht bei «Deutschlands tragischste Geschichten».“
Es wird auch darauf hingewiesen, dass es zu lebensgefährlichen Verletzungen kommen kann, wenn Darbietungen wie das Verschlucken von Fremdkörpern von zuschauenden Kindern und Jugendlichen nachgemacht würden.
Die Show soll beim Zuschauer den Eindruck vermitteln, es handele sich um ein Casting, an dem alle Kandidaten mit der Absicht teilnehmen, am Ende als Sieger aus der Show hervorzugehen. Tatsächlich werden einzelne Künstler gezielt engagiert, um gegen eine Aufwandsentschädigung als „Kandidaten“ in der Show aufzutreten. So handelt es sich bei dem 2014 in der Show aufgetretenen Jongleur Alexander Koblikov um einen von RTL gebuchten Berufsartisten, der bereits im Jahr 2009 beim Zirkusfestival Festival Mondial du Cirque de Demain in Paris Gold gewann.
Auch die Reaktionen des Publikums sind zu großen Teilen inszeniert. Teile des Publikums sind bezahlte Zuschauer.
Am 25. September 2012 übte Moderator Jürgen Domian in seiner Telefon-Talk-Sendung Domian scharfe Kritik an der Show, indem er diese als „Dreckssendung“ bezeichnete.
David Grzeschik von Quotenmeter.de lobte die Leistungen von Moderator Daniel Hartwich während der ersten Liveshow der sechsten Staffel: „Er [Hartwich] nimmt das, was RTL oft bis über alle Maße dramatisiert, nicht so ernst, erlaubt sich ein Mal einen kleinen Hieb gegen Dieter Bohlen und seine vielmals kritisierte Musik und lockert mit lässigen Sprüchen die Atmosphäre auf. Einen Marco Schreyl braucht er nicht, der großen Bühne ist die neue RTL-Allzweckwaffe längst gewachsen. Überhaupt macht das Zusammenspiel zwischen ihm und der Jury Spaß.“
In den sozialen Medien wird kritisiert, dass Sänger besonders erfolgreich seien, obwohl ihr Übungsaufwand relativ gering sei und ihnen andere Castingshows zur Verfügung stünden.

## Auszeichnungen
- 2010: Goldene Kamera in der Kategorie „Beste Unterhaltung“[249]